# Conflicto entre Argentina y Uruguay por plantas de celulosa

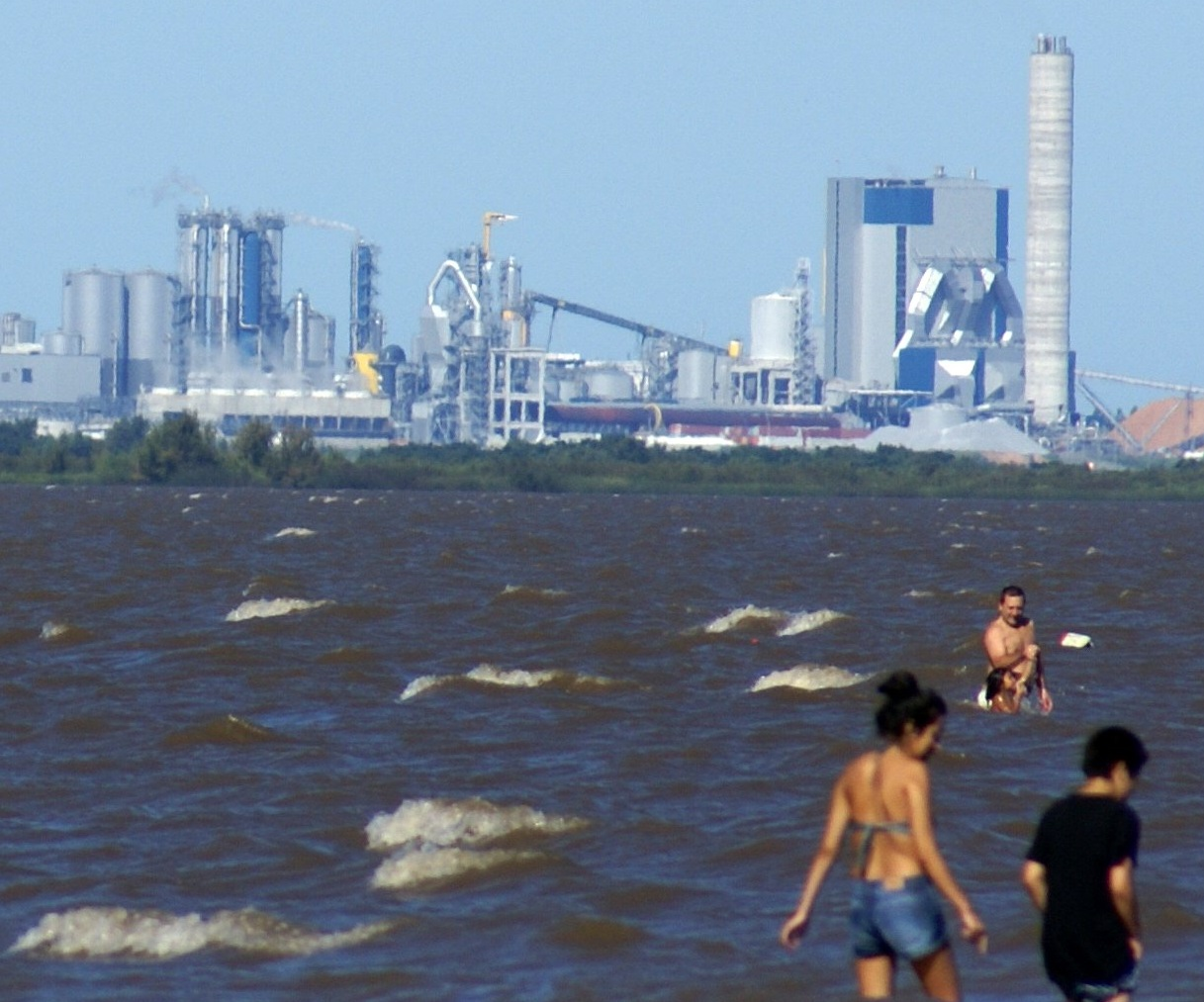
Planta de celulosa de Fray Bentos, Uruguay, vista desde la playa Ñandubaysal de Entre Ríos, Argentina.

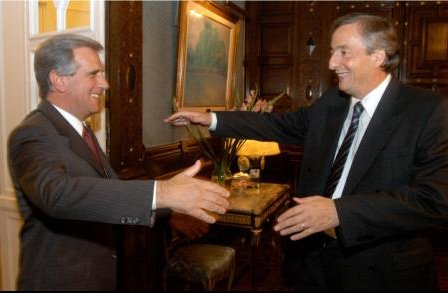
El 5 de mayo de 2005, los presidentes uruguayo y argentino acordaban crear una comisión para resolver el conflicto, que luego fracasaría.

El conflicto entre Argentina y Uruguay por plantas de celulosa ocurrió entre 2005 y 2010 debido a la autorización del gobierno uruguayo para construir dos plantas de pasta de celulosa en su territorio y sobre las aguas binacionales del río Uruguay, cerca de las poblaciones uruguaya de Fray Bentos y argentina de Gualeguaychú. En 2013 el conflicto reapareció debido a la autorización del gobierno uruguayo para aumentar la producción.
En el curso del conflicto, se dejó sin efecto la construcción de una de las dos plantas, la proyectada por la empresa española ENCE, que decidió retirarse de Uruguay y vender sus activos forestales a la empresa chilena Arauco y a la sueco-finlandesa Stora Enso. La otra planta, proyectada por la empresa finlandesa Metsa-Botnia (luego transferida a la empresa UPM-Kymmene, también finlandesa) fue finalmente construida durante el conflicto y puesta en marcha el 8 de noviembre de 2007.
Pobladores argentinos de la ciudad de Gualeguaychú y organizaciones ambientalistas se movilizaron contra la instalación de las plantas sobre el río Uruguay, incluyendo en sus acciones el corte de rutas y el puente internacional Libertador General San Martín, que comunica ambos países.
Argentina demandó a Uruguay ante la Corte Internacional de Justicia argumentando que la instalación de las plantas de celulosa es contaminante y se había violado el procedimiento establecido en el Estatuto del Río Uruguay. Por su parte, Uruguay demandó a Argentina ante el sistema de solución de controversias del Mercosur y la Corte Internacional de Justicia, argumentando en el primer caso que los cortes de ruta constituyen una violación al principio de libre circulación, y en el segundo caso, que los mismos son tolerados y utilizados por el gobierno argentino para presionar al gobierno uruguayo en las negociaciones referidas a la instalación de las plantas de celulosa.
Las dos demandas uruguayas fueron desestimadas por los tribunales respectivos. Sobre la demanda argentina, la Corte de la Haya decidió que Uruguay había incumplido su deber de consultar previamente con Argentina la instalación de las plantas, pero que no había incumplido sus obligaciones para evitar la contaminación ambiental, por lo que consideró que resultaba desproporcionado ordenar el cierre de la planta de Botnia, instruyendo a ambos países a realizar un monitoreo en conjunto del río, a través de la Comisión Administradora del Río Uruguay (CARU) y aplicando el Estatuto del Río Uruguay.
En el curso del conflicto, Uruguay llegó a examinar la posibilidad de una guerra contra la Argentina y solicitó el apoyo de los Estados Unidos en el más alto nivel político. El conflicto finalizó tras la firma, el 30 de agosto de 2010 en Montevideo, de un acuerdo para conformar un Comité Científico en el seno de la Comisión Administradora del Río Uruguay.
El 2013 Argentina comunicó que podría volver a demandar a Uruguay si insistía en autorizar a la planta de celulosa ubicada en Fray Bentos a aumentar su producción en un 10%, pero Uruguay rechazó la exigencia argumentando que el deber de comunicación previa no equivalía a una facultad de veto para la Argentina y ratificó la decisión. La discrepancia no tuvo otras consecuencias.

## Antecedentes

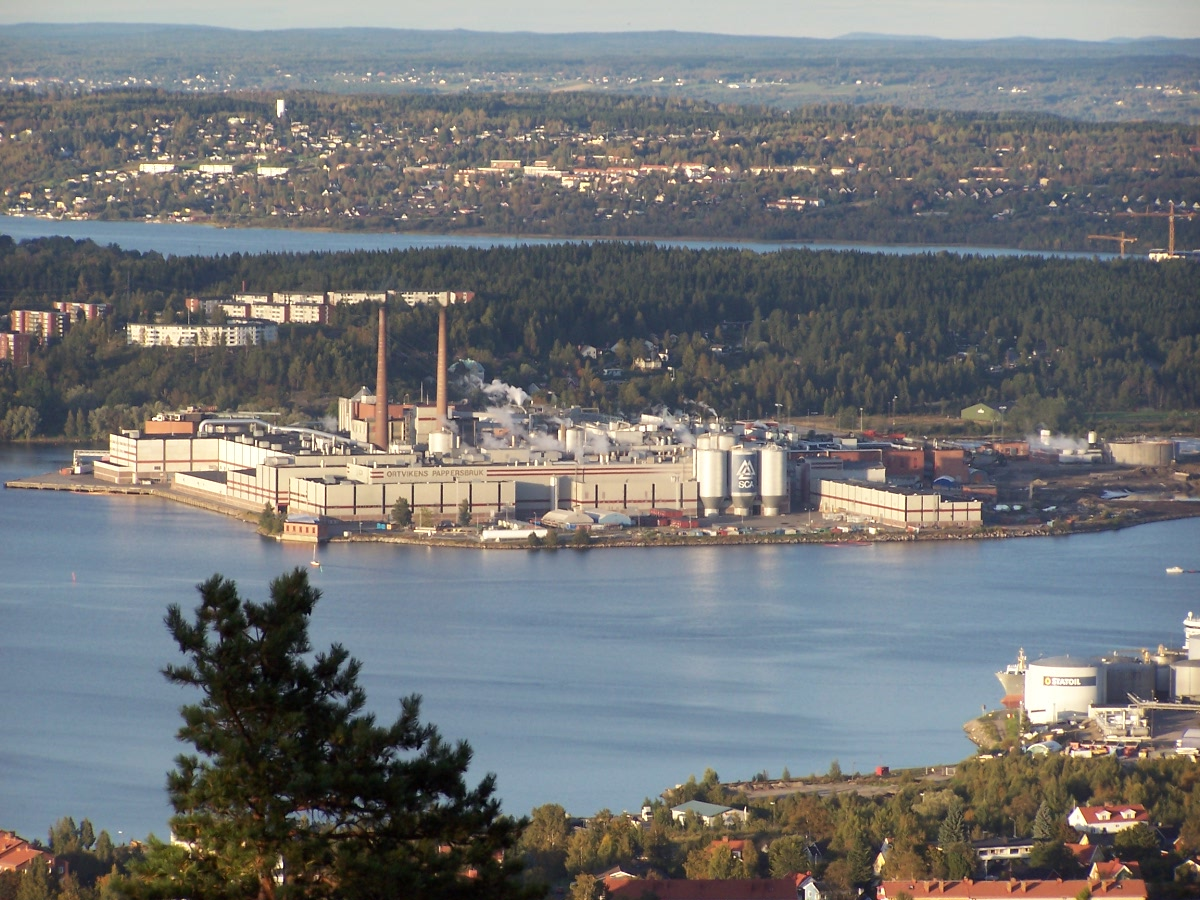
Planta de celulosa en Ortvikens, Suecia.

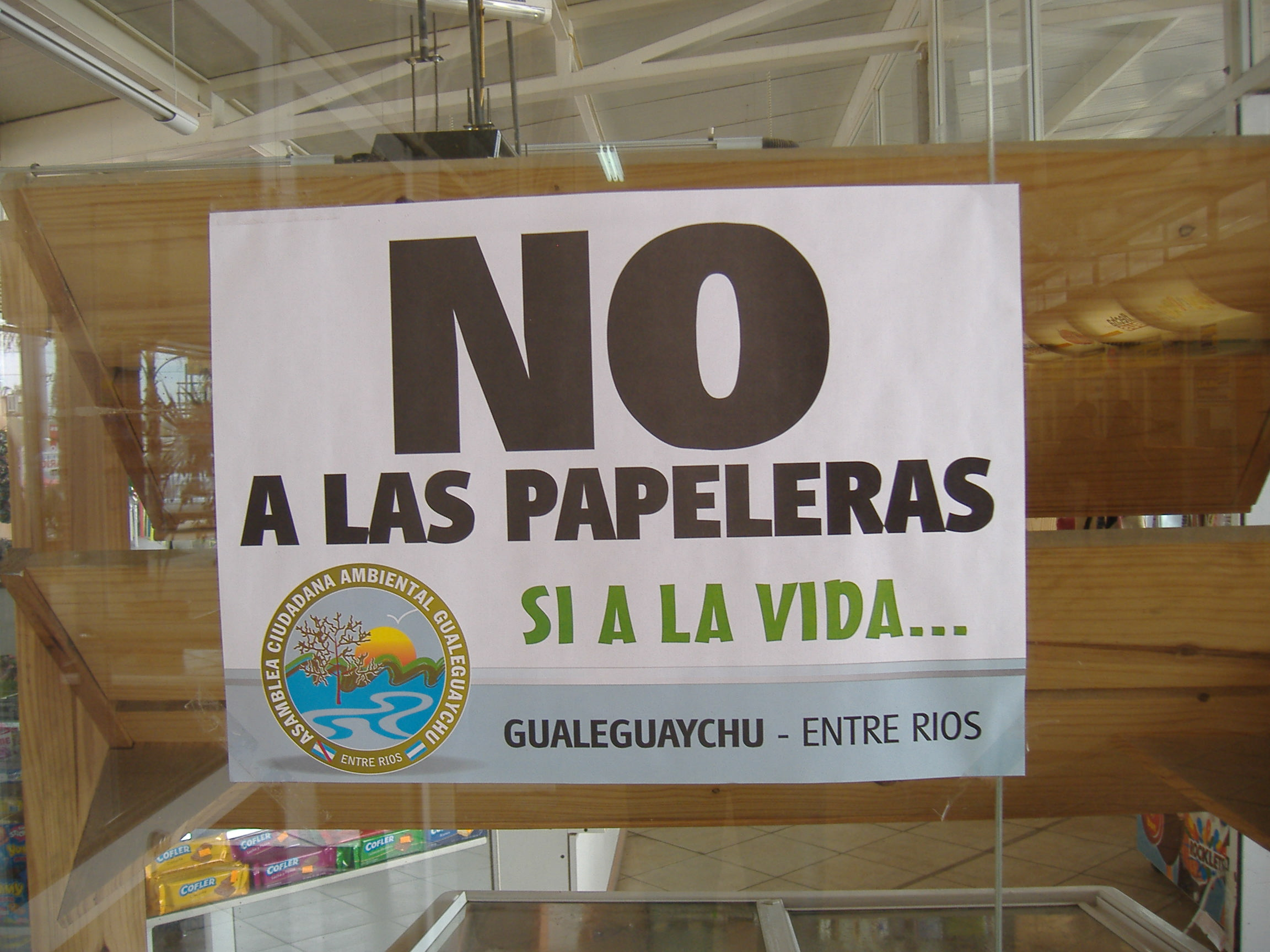
Cartel repudiando a las papeleras.

En 1961 se celebró entre Argentina y Uruguay el Tratado del Río Uruguay y en 1975 el *Estatuto del Río Uruguay, donde, entre otras cosas, se manifiesta la voluntad de "establecer los mecanismos comunes necesarios para el óptimo y racional aprovechamiento del Río Uruguay", donde "las Partes se obligan a: a) Proteger y preservar el medio acuático y, en particular, prevenir su contaminación, dictando las normas y adoptando las medidas apropiadas". Se establece asimismo que "la Parte que proyecte la construcción de nuevos canales, la modificación o alteración significativa de los ya existentes o la realización de cualesquiera otras obras de entidad suficiente para afectar la navegación, el régimen del río o la calidad de sus aguas, deberá comunicarlo a la Comisión, la determinará sumariamente, y en un plazo máximo de treinta días, si el proyecto puede producir perjuicio sensible a la otra Parte".
Durante las décadas de 1980 y 1990 Uruguay, con el apoyo del Banco Mundial, ha promovido y subsidiado fuertemente el desarrollo de la forestación con especies comerciales, principalmente pino y eucaliptus. Uruguay, una llanura con pocos árboles nativos (3 % de su territorio) ha creado, hasta el año 2005, 800 000 ha de bosques de eucalipto, con el objetivo de llegar a mediano plazo a los 3 millones de hectáreas para dedicarse a la producción de pulpa de celulosa para la industria del papel.
La plantación de eucaliptus y la instalación de plantas de pulpa de celulosa es una estrategia productiva que se está generalizando en Sudamérica: “las plantaciones de eucaliptos y pinos en Argentina, Brasil, Chile y Uruguay representan el 40 % de las 10 millones de ha de plantaciones de árboles de rápido crecimiento existentes en el mundo”.
En el caso particular de Argentina, las plantaciones de eucaliptus se han concentrado en las provincias de Corrientes y Entre Ríos, sobre todo esta última, alcanzando 220 000 ha entre ambas para el año 2005. Argentina cuenta con 10 plantas de celulosa de cierta envergadura y produce 800 000 toneladas (2004). Los gobiernos provinciales de Corrientes y Entre Ríos, entre ellos el anterior mandato del exgobernador entrerriano Jorge Pedro Busti llevaron adelante tratativas con empresas multinacionales de la celulosa para la instalación de plantas, desde la década de 1980. Luego de la crisis económica avanzaron los proyectos de instalación en la provincia de Corrientes y Uruguay, mientras que Entre Ríos mantuvo una posición contraria.
En 2002, el gobierno uruguayo presidido por Jorge Batlle negoció con dos empresas multinacionales, la española ENCE y la finlandesa Botnia, la instalación de dos grandes plantas de celulosa (500 000 y 1 000 000 de toneladas respectivamente). El Proyecto de ENCE se denomina “Celulosa M’Bopicuá - CMB”, y el proyecto de Botnia se denomina “Orion”. Algunos analistas sostienen que se trata de la transformación productiva más importante de la historia uruguaya. A principios de 2006 la gigante empresa sueco-finlandesa Stora Enso ofreció instalar en la zona una 3ª planta de celulosa de 1 millón de toneladas.
Botnia decidió construir su planta a orillas del caudaloso río Uruguay, frontera internacional entre los países de Argentina y Uruguay, a 4 y 12 km respectivamente, río arriba de la ciudad uruguaya de Fray Bentos. Stora Enso, por el contrario, propuso construir su planta sobre el Río Negro, interno de Uruguay.
Por su parte ENCE, española, decidió hacerlo en Conchillas, más al Sur y ya frente a la provincia de Buenos Aires, cuyos habitantes no se oponen.
Fray Bentos (Uruguay) es una ciudad de 25 000 habitantes que tuvo un brillante pasado industrial con eje en la industria de la carne, tiene un conocido balneario turístico (Las Cañas) sobre el río Uruguay, siete kilómetros aguas abajo, y es la capital del Departamento de Río Negro, donde se han concentrado las plantaciones de eucaliptos.
Gualeguaychú (Argentina) es una ciudad de 81 000 habitantes ubicada a 8 km del río Uruguay y a 30 km de Fray Bentos (43 km por ruta), que se ha desarrollado rápidamente como un destino turístico, con un carnaval anual que se ha vuelto muy importante y una estrategia definida para promover el turismo con eje en el turismo ecológico. Cercano a la ciudad se encuentra el balneario Ñandubaysal, ubicado sobre el Río Uruguay frente a Fray Bentos.
Asimismo, en ese lugar se ha construido el Puente Internacional Libertador San Martín, de gran importancia turística y comercial para ambos países. La zona a su vez es un importante centro de pesca.
La planta de ENCE proyecta producir 500 000 toneladas y la de Botnia, 1 000 000 de toneladas de celulosa al año. Esta última será una de las plantas de celulosa más grandes del mundo, y constituye la mayor inversión de carácter industrial en la historia del Uruguay y también la mayor inversión del sector privado industrial de Finlandia en el exterior. Los proyectos tienen una inversión total de 1860 millones de dólares, de los cuales el Banco Mundial podría financiar hasta 400 millones. En las obras trabajan unos 2000 trabajadores en la construcción, 2500 en actividades metalúrgicas y, una vez instaladas, habrán generado unos 300 puestos de trabajo directos.

## Los sucesos
Las primeras manifestaciones del problema se desarrollaron como una protesta social y ambiental interna del Uruguay. Entre 1998 y 2001 la coalición de izquierda Frente Amplio, junto a la central sindical uruguaya, el PIT-CNT, criticaron el marco jurídico que se le otorgó a las empresas para su instalación en Uruguay. En cambio la organización ambiental Grupo Guayubira y Greenpeace criticaron la instalación de las plantas de celulosa y se opusieron a la misma invocando razones de contaminación ambiental.

### 2003
En 2003 los argentinos de Gualeguaychú se suman a los reclamos que venían realizando los uruguayos. El VIII Congreso de la central sindical uruguaya PIT-CNT resolvió convocar a la movilización contra la instalación de las plantas de celulosa. El 24 de setiembre de 2003, 2500 uruguayos y argentinos se reunieron en el lado argentino y firmaron la Declaración de Gualeguaychú. El 4 de octubre uruguayos y argentinos realizaron el primer acto conjunto sobre el puente internacional para oponerse a la construcción de las plantas.
Hay que aclarar que aunque los movimientos de protesta dicen oponerse a las papeleras, en realidad no se trata de fábricas de papel, sino de fábricas de pulpa de celulosa, la materia prima con la que luego se producirá el papel.

### 2004
En mayo de 2004 el Parlamento uruguayo ratificó el Tratado con Finlandia para proteger la inversión de Botnia en Fray Bentos, con la oposición del Frente Amplio. En junio Argentina y Uruguay llegaron a un acuerdo en la CARU (Comisión Administradora del Río Uruguay) para la instalación de las plantas. A fines de 2004 Tabaré Vázquez ganó las elecciones presidenciales y anunció que las plantas se construirían tal como estaba planeado; ello llevó también a que el Frente Amplio y la central sindical del PIT-CNT, cambiaran su posición y comenzaran a apoyar la instalación de las plantas de celulosa en Fray Bentos.

### 2005
El 30 de abril de 2005 una multitud de argentinos y uruguayos estimada en 40 000 personas tomó el puente internacional. La gigantesca movilización sacudió a los gobiernos argentino y uruguayo y el conflicto tomó relevancia nacional e internacional. A partir de entonces parte de la población de Gualeguaychú se organizó en la Asamblea Ciudadana Ambiental de Gualeguaychú, y comenzó a desarrollar una acción permanente y masiva de oposición a la instalación de ambas plantas, que a partir del 23 de diciembre se realizó principalmente mediante el bloqueo de los puentes sobre el Río Uruguay.
Por su parte, la mayoría de la población uruguaya ve con optimismo la instalación de las plantas de celulosa, porque percibe que las mismas implican excelentes oportunidades de empleo y desarrollo industrial. Más adelante la población uruguaya de Fray Bentos realizó una marcha masiva, encabezada por los trabajadores de ambas plantas, en el que estaban presentes todos los sectores, apoyando la construcción de las plantas, bajo el siguiente lema: “en defensa del trabajo, el Uruguay productivo y la soberanía nacional”.
El Índice de Sustentabilidad Ambiental (Environmental Sustainability Index) de 2005 que evalúa las trayectorias ambientales a largo plazo de 146 países y es realizado por las Universidades de Yale y de Columbia, ubica a Uruguay y a Argentina en los puestos 3º y 9º respectivamente. A su vez, Finlandia figura en el 1º puesto, en tanto que España figura en el puesto 76º.
Como consecuencia del conflicto social planteado, el 5 de mayo de 2005 los presidentes de Argentina, Néstor Kirchner, y Uruguay, Tabaré Vázquez, acordaron crear una Comisión Binacional para analizar el impacto ambiental. La Comisión debía trabajar durante 180 días.
Las relaciones entre Uruguay y Argentina relacionadas con el Río Uruguay están reguladas en un tratado internacional de 1975 conocido como Estatuto del Río Uruguay que establece:
- un régimen de comunicaciones e inspecciones frente a cualquier obra que pueda afectar la calidad de las aguas (arts. 7 a 12);
- el compromiso de prevenir la contaminación de las aguas (art. 41);
- la responsabilidad por daños de un país frente al otro por la contaminación que causaren las actividades (art. 42);
- la jurisdicción de la Corte Internacional de Justicia de la Haya para resolver cualquier conflicto (art. 60).

Ese mismo año de 2005, y paralelamente a las negociaciones entre los gobiernos, el Centro de Derechos Humanos y Ambiente (CEDHA), en representación de casi 40,000 personas, presentó una queja a la Ombudsman de la Corporación Financiera Internacional (CFI) del Banco Mundial. En noviembre la Ombudsman de la CFI (Banco Mundial) produjo su Informe de Evaluación Preliminar señalando importantes carencias en los procedimientos (véase texto completo de la Ombudsman de la CFI).
El 23 de diciembre de 2005 la Asamblea Ambiental de Gualeguaychú inició una acción sistemática de bloqueo del paso de vehículos hacia Uruguay afectando seriamente la economía uruguaya. El 17 septiembre de 2005 el filósofo y ecologista argentino  Eduardo Sanguinetti sufrió el allanamiento sin orden de la justicia de la casa en que habitaba junto con su hijo de 12 años y el secuestro de documentación por funcionarios uruguayos, siendo presionado para retirarse del país esa misma noche.

### 2006

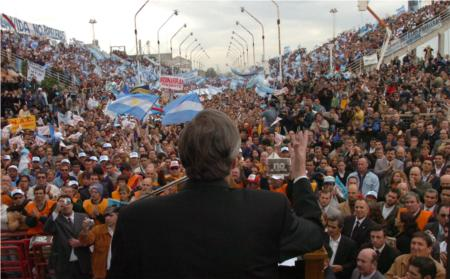
Manifestación opositora a las plantas de celulosa, realizada en Gualeguaychú el 5 de mayo de 2006.

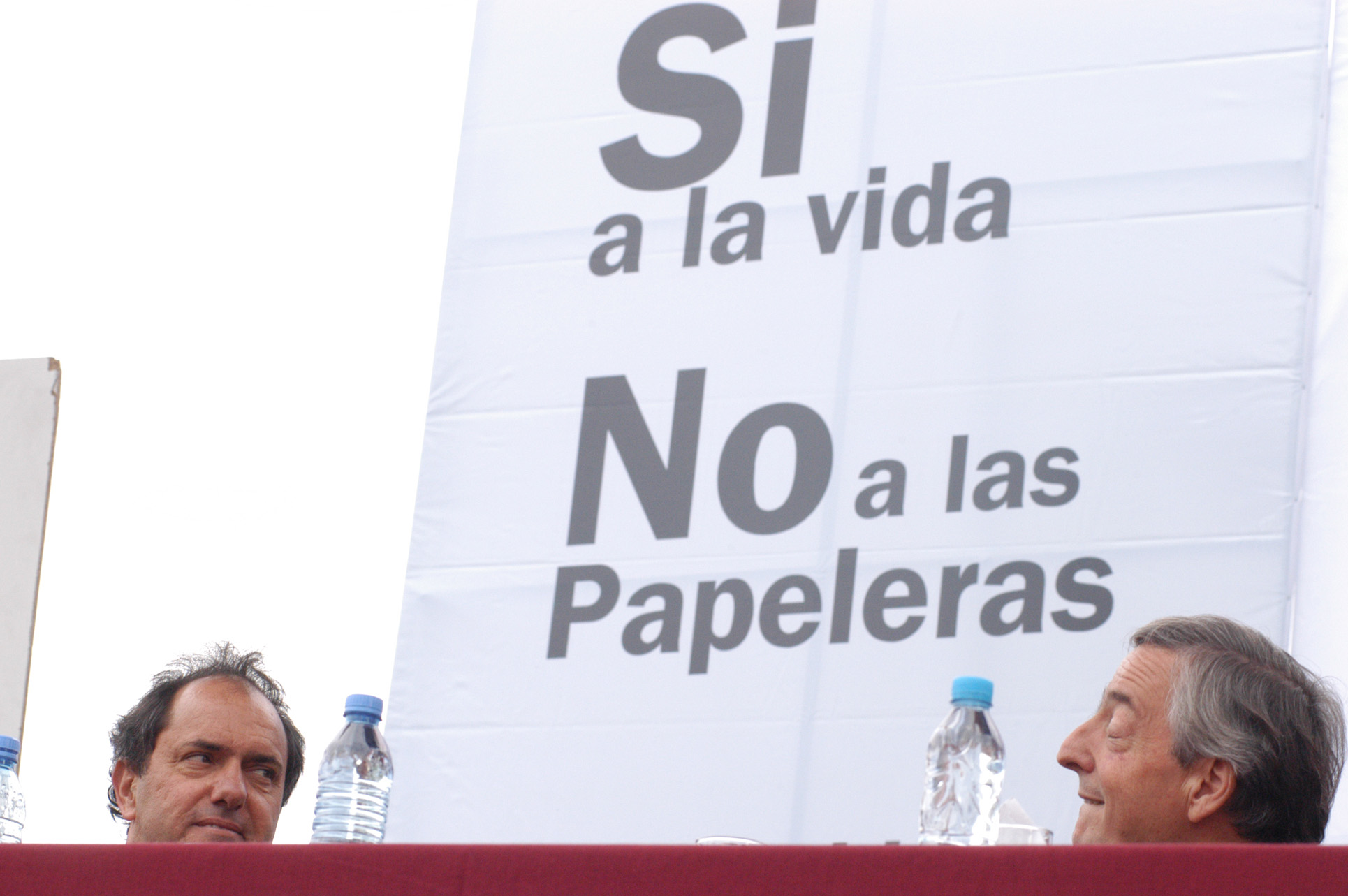
El presidente Kirchner y el vicepresidente Daniel Scioli, durante el acto de repudio realizado el 5 de mayo de 2006.

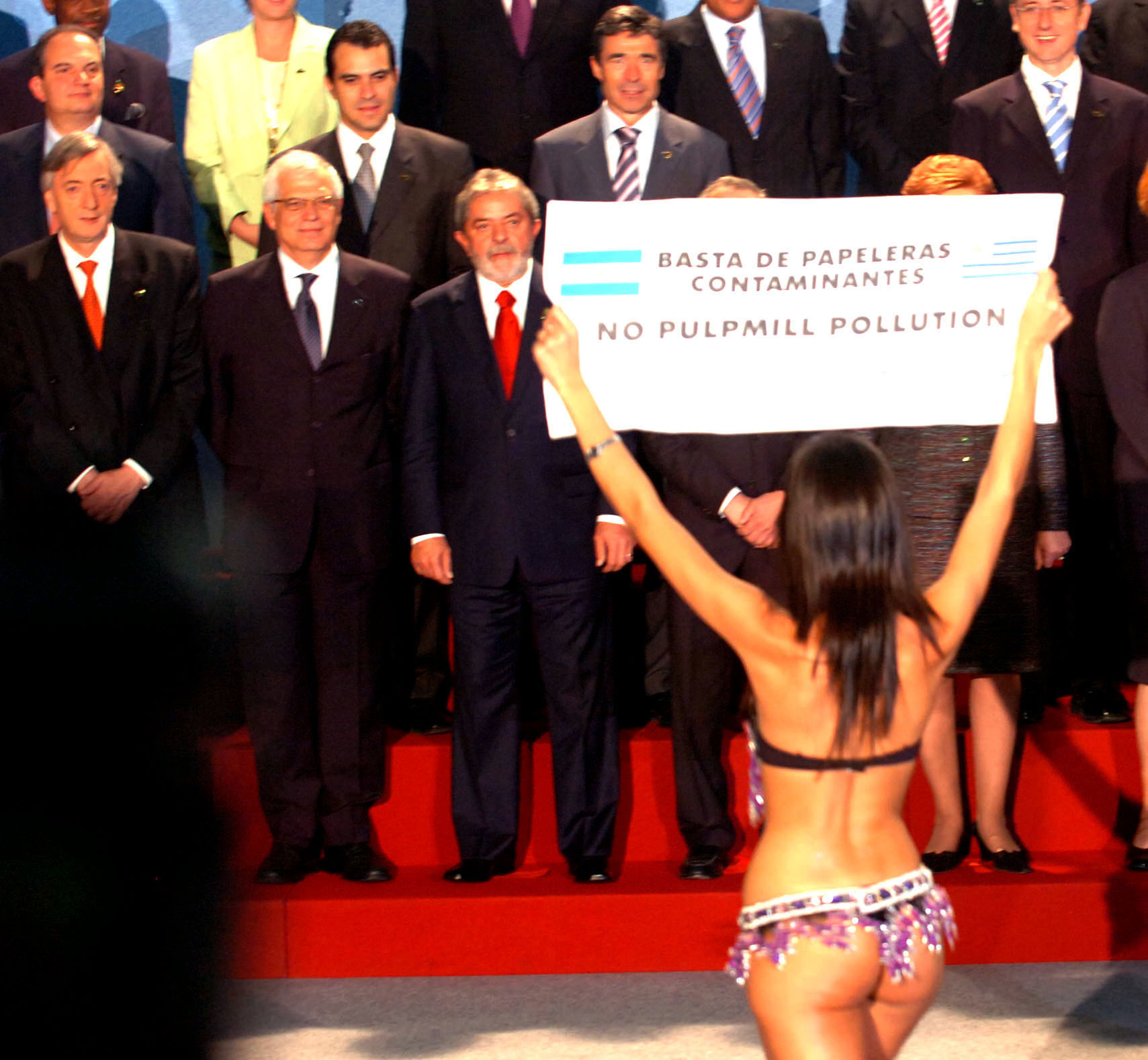
La Reina del Carnaval de Gualeguaychú 2006, Evangelina Carrozzo, protesta en la cumbre de presidentes europeos y latinoamericanos, 12 de mayo de 2006.

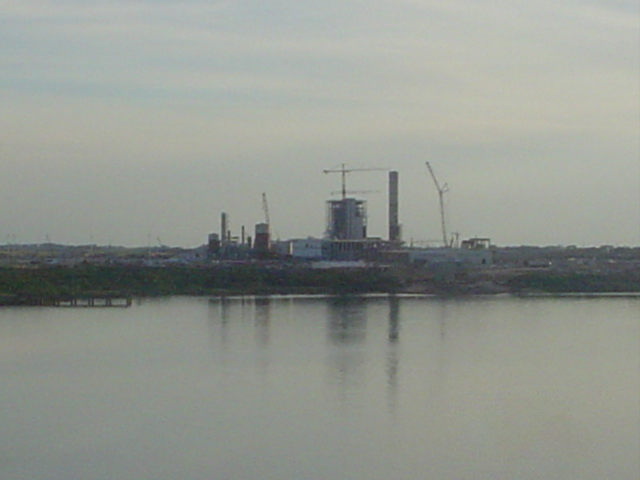
Planta de celulosa de Botnia en Fray Bentos (en obras, dic. 2006).

El 31 de enero de 2006 fracasó la Comisión Binacional. Las posiciones políticas y los informes técnicos aportados por cada país diferían de tal modo que fue imposible llegar a un acuerdo. Uruguay se apoyó en el informe ambiental elaborado por el Banco Mundial en diciembre de 2005. La Argentina cuestionó la localización de las plantas, realizó varias críticas al informe del Banco Mundial y a los informes de las empresas y exigió un informe independiente.
El 11 de abril de 2006 la Corporación Financiera Internacional (Grupo Banco Mundial) publicó un informe de un panel de expertos independientes que examinaron los comentarios realizados al borrador del estudio de impacto acumulado de las dos plantas de celulosa. Según informó el Banco Mundial:

El panel de expertos, integrado por los canadienses Wayne Dwernychuck and Neil McCubbin, identificó la clara necesidad de dar a conocer información y análisis adicionales para determinar con precisión los impactos ambientales de las plantas CMB y Orion.

El panel sostuvo también que:

Los comentarios que expresan la preocupación de que las plantas causen daños ambientales catastróficos carecen de sustento, son irrazonables e ignoran la experiencia de muchas otras modernas plantas kraft de celulosa blanqueada. Sin embargo, algunos comentarios que sugieren mejoras en ciertos aspectos del diseño, definiciones de procedimientos operativos y monitoreo de las descargas ambientales de las plantas son válidos, y ameritan implementación.

El 30 de abril de 2006 la Asamblea Ambiental de Gualeguaychú organizó una nueva marcha al puente Internacional General San Martín, a la cual según los organizadores concurrieron más de 80 000 personas, aunque la cifra es discutible debido a los registros fotográficos del hecho y la capacidad de personas que puede soportar el puente, reafirmando el rechazo a las papeleras por parte de la Asamblea Ambiental de Gualeguaychú.
En defensa de sus respectivas posiciones, Uruguay inició en abril una demanda contra la Argentina ante el sistema de controversias del Mercosur, y la Argentina inició en mayo una demanda contra Uruguay ante la Corte Internacional de Justicia. (véase causa en el Mercosur y causa en La Haya)
El 12 de junio de 2006 la Academia Nacional de Ingeniería de la Argentina hace llegar al presidente Kirchner una nota acompañada por un documento titulado «Documento sobre las Plantas de Pasta Celulósica a orillas del Río Uruguay». Dicho documento tuvo poco eco en los medios de difusión argentinos aunque fue publicado por la revista «Gestión Ambiental Empresaria» y pueden encontrarse algunas referencias al mismo en la red. El documento, que considera la operación conjunta de las dos plantas, termina con el siguiente párrafo

En conclusión, los parámetros ambientales resultantes de la operación de las plantas estarán dentro de los límites estrictos de normas ambientales. De acuerdo a ello no se esperan efectos adversos sobre la salud o la biodiversidad y no se generará contaminación sobre costas y territorio argentino. No obstante, La Academia Nacional de Ingeniería considera como una cuestión fundamental el monitoreo y control del cumplimiento estricto de las condiciones de diseño, durante la operación de las plantas. Debe tenerse en cuenta que no es suficiente que las plantas hayan sido diseñadas y que sean construidas para cumplir con todas las normas sobre contaminación, pues durante el posterior funcionamiento se presentarán situaciones en las que la presión por reducir costos podría llevar a las empresas al incumplimiento de algunas exigencias aceptadas originalmente. Se trata por lo tanto de un caso característico que requietre regulación y control gubernamental. Tratándose de un recurso hídrico compartido y estando su utilización sujeta a tratados suscriptos entre la Argentina y La República Oriental del Uruguay esa tarea deberá ser responsabilidad y atribución conjunta de los gobiernos de ambos países.
Academia Nacional de Ingeniería.

El 22 de setiembre de 2006 la empresa ENCE anunció que trasladaría la planta que proyectaba construir en Fray Bentos, fundando la decisión en la inconveniencia de que dos plantas de celulosa operaran en el mismo lugar. Poco después informó que el lugar nuevo escogido por la empresa es Punta Pereyra, departamento de Colonia, sobre el río de la Plata.
El 8 de octubre de 2006 la Corporación Financiera Internacional (Banco Mundial) publicó por error en su sitio web el informe definitivo sobre impacto ambiental de las plantas en Fray Bentos. Según el diario argentino La Nación en un artículo titulado Aval a las papeleras en el Banco Mundial:

El nuevo estudio afirma que las emisiones de las plantas no tendrán efectos perjudiciales en la calidad del agua del río Uruguay, ni en la costa argentina ni en la uruguaya. Respecto de la calidad del aire, establece que no se afectará la salud humana, aunque agrega que podría detectarse olor entre cuatro y diez veces por año en zonas próximas a las plantas y, posiblemente, en Fray Bentos.

El informe incluye seis anexos dedicados a analizar el proceso de producción y la tecnología, las plantaciones, la calidad del aire, la calidad del agua, el impacto socioeconómico,  el transporte, el compromiso público, los términos de referencia y el glosario. (Texto completo del informe en inglés). El nuevo informe podría liberar los créditos solicitados por Botnia y ENCE al Banco Mundial para construir las plantas.
Como protesta ante el contenido del nuevo estudio del Banco Mundial las asambleas ciudadanas de Gualeguaychú y Colón decidieron comenzar nuevamente a cortar las rutas de acceso al Uruguay durante el fin de semana del 14 y 15 de octubre de 2006, de importancia turística debido al feriado del 12 de octubre. En el caso del Puente General Artigas que une las localidades de Colón y Paysandú el corte tuvo que levantarse porque muy poca gente adhirió a ese tipo de protesta.
El 6 de noviembre de 2006, en el marco de la XVI Cumbre Iberoamericana que se realizó en Montevideo, se informó que el Rey Juan Carlos I de España comenzaría a actuar como facilitador del diálogo entre la Argentina y Uruguay.
El 21 de noviembre de 2006, el Banco Mundial aprobó el otorgamiento del crédito a la empresa Botnia por un total de 170 millones de dólares, con una garantía de crédito que asciende a los 350 millones de dólares. La moción fue aprobada por 23 de los 24 directores ejecutivos. Entre los fundamentos de su decisión el Banco Mundial indicó que «un informe independiente publicado recientemente ofreció pruebas concluyentes de que el área local, incluida la ciudad argentina de Gualeguaychú, no sufrirán repercusiones medioambientales adversas».
En respuesta, la Asamblea de Gualeguaychú dispuso el corte por tiempo indeterminado de la ruta 136 que accede al Puente Libertador General San Martín por el lado argentino, endureciendo su posición contra ambos gobiernos.
El 29 de noviembre Uruguay reclamó medidas cautelares contra la Argentina ante el Tribunal Internacional de La Haya por los cortes de ruta realizados por la Asamblea de Gualeguaychú en el juicio que allí tramita por la cuestión. El tribunal ordenó realizar las audiencias de presentación del caso y defensa los días 18 y 19 de diciembre y finalmente terminó rechazando el reclamo uruguayo el 23 de enero de 2007.
El 30 de noviembre el presidente de Uruguay ordenó movilizar al Ejército para custodiar la planta de Botnia contra eventuales ataques que pudiera sufrir. Pocos días después, a pedido de la empresa Botnia, ordenó el retiro de las tropas.

### 2007

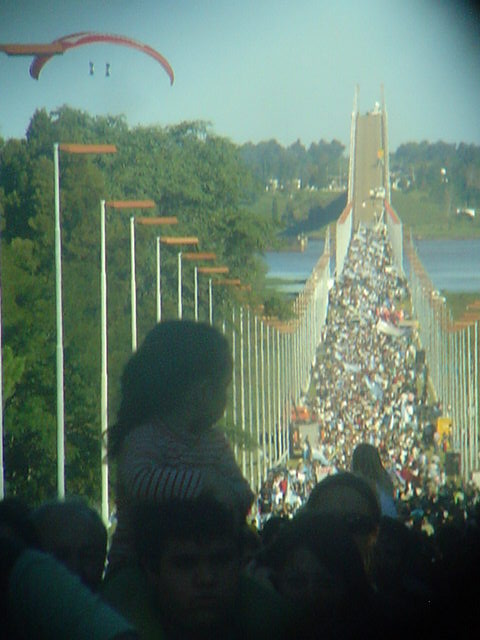
Marcha realizada el 29 de abril de 2007.

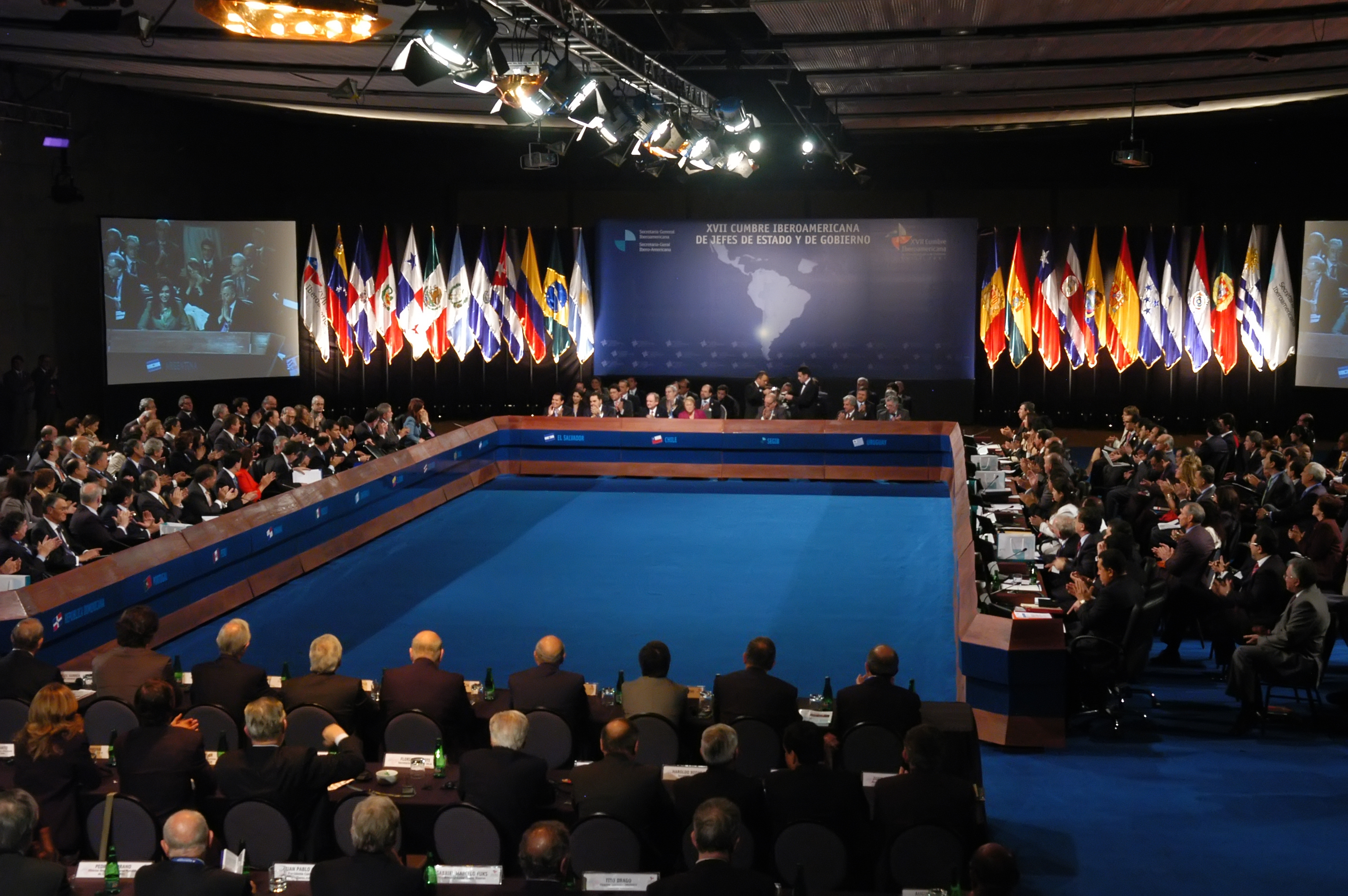
XVII Cumbre Iberoamericana, 9 de noviembre de 2007. Luego de no poder alcanzar un acuerdo en el más alto nivel, ambos países se recriminaron mutuamente y agradecieron la mediación del rey de España Juan Carlos I, presente en la cumbre.

Durante la temporada veraniega 2006/2007 y la Semana Santa posterior, los activistas ambientalistas de Gualeguaychú, Colón y Concordia continuaron con la política de bloqueos de los puentes internacionales, en varios casos de manera simultánea.
El 29 de abril los activistas de Gualeguaychú organizaron una marcha sobre el puente Gral. San Martín. Las estimaciones sobre la cantidad de personas fueron dispares.
El 2 de setiembre, ambientalistas de Gualeguaychú realizaron una marcha (cruzando la frontera) para protestar ante la fábrica de Botnia. La policía Uruguaya impidió que ingresaran a la planta de celulosa, aunque realizaron protestas en las inmediaciones.
El 25 de setiembre, el presidente Vázquez se declaró optimista frente a la posibilidad de una salida al conflicto, señalando que el hecho de que Argentina haya retirado su pedido de "relocalizar" Botnia permitió "relanzar" el diálogo.
El 1 de octubre el presidente Néstor Kirchner negó que acepte la instalación de la "pastera" Botnia y aclaró que lo que dijo fue "que no se podía generar expectativa de lograr la relocalización" de la planta de celulosa "porque Uruguay no lo acepta". Al término de una reunión con el gobernador Busti, y en conferencia de prensa, Kirchner se manifestó "sorprendido" por las versiones periodísticas que la atribuyeron la frase "la planta está ahí y no hay nada que hacer".
El 7 de octubre, unos 300 ambientalistas uruguayos y argentinos crearon en la ciudad de Nueva Palmira (Uruguay) la Asamblea Regional Ambiental del Río Uruguay que coordinará sus movilizaciones contra la construcción de la papelera. El ingreso de los ambientalistas argentinos al territorio uruguayo si bien no fue impedido, tuvo que atravesar un fuerte operativo policial y control migratorio.
El 1 de noviembre el ministro uruguayo Mariano Arana autorizó la puesta en funcionamiento de la planta de celulosa de Botnia, pero tres horas después la misma fue suspendida por el presidente Vázquez, a pedido del rey de España Juan Carlos I, con el fin de facilitar su mediación y un eventual acuerdo en la XVII Cumbre Iberoamericana. El 8 de noviembre, en el marco de la Cumbre Iberoamericana en Santiago de Chile, con la presencia del rey de España y los presidentes de ambos países, se realizaron reuniones de alto nivel con el fin de alcanzar un acuerdo, que fracasaron. Según el gobierno uruguayo la causa del fracaso fue la negativa argentina a levantar los cortes de ruta, mientras que para el gobierno argentino, la razón se debió a la falta de voluntad de diálogo por parte de Uruguay. Esa noche el presidente Tabaré Vázquez ordenó la puesta en funcionamiento de la planta de Botnia, decisión que mereció una protesta enérgica por parte de Argentina y la respuesta del presidente Vázquez sosteniendo que se trataba de una decisión soberana. Por su parte, el presidente español se mostró sorprendido y anunció que el rey se reuniría con Tabaré Vázquez a fin de conocer las razones de la decisión, lo que sucedió poco después, sin que se emitiera un comunicado oficial sobre la misma. Fuentes no identificadas atribuidas al gobierno uruguayo, difundieron la noticia de que el rey habría tomado partido a favor de la opinión del presidente Vázquez cuestionando como una provocación contra Uruguay el saludo informal del presidente Kirchner a un grupo de ambientalistas de Gualeguaychú cuando ingresaba a la embajada argentina en Santiago de Chile. Por su parte la agencia oficial argentina dio a conocer que el presidente Kirchner le dijo al presidente Vázquez: «Le diste una puñalada al pueblo argentino».
El 9 de noviembre se puso en funcionamiento la planta de celulosa de Botnia, y Uruguay cerró temporalmente el puente Fray Bentos-Gualeguaychú, para evitar eventuales manifestaciones de argentinos frente a la planta. Los manifestantes realizaron protestas por agua, el 10 de noviembre, en embarcaciones, frente a la planta objeto del conflicto, sin que se registraran incidentes.
El 11 de noviembre el presidente español José Luis Rodríguez Zapatero anunció que el gobierno español y el rey Juan Carlos continuarán la mediación entre Argentina y Uruguay.
Desde el comienzo del funcionamiento de la fábrica el gobierno uruguayo ha afirmado que "en materia medioambiental todo está dentro de los parámetros que se consideran aceptables a nivel internacional".

### 2008
El 20 de enero se da a conocer un informe independiente elaborado por la Organización no gubernamental ambientalista Green Cross. El mismo señala que a 70 días del comienzo de las operaciones de la planta de Botnia en Fray Bentos, el primer monitoreo independiente que se conoce realizado en la margen argentina del río Uruguay concluye que el aire de Gualeguaychú no sufrió ningún impacto de gases contaminantes por la producción de celulosa.
Marisa Arienza, presidenta de la sede local de la organización ambiental Green Cross, fundada y dirigida por el expresidente soviético Mijaíl Gorbachov, afirmó que “Los niveles en el aire de dióxido de azufre, del que se derivan los posibles gases peligrosos que podría emanar la planta, no sufrieron ninguna variación entre antes y después de que Botnia iniciara sus operaciones”.
El aparato de medición de Green Cross se instaló en el balneario de Ñandubaysal, ubicado a 12 kilómetros en línea recta frente a la pastera. Midió la concentración de dióxido de azufre en el aire de Gualeguaychú cada hora desde el 11 de octubre hasta el 20 de diciembre de 2007.
En algunas oportunidades, por diferentes motivos, principalmente por cortes en el suministro de energía eléctrica y para calibración, el sensor dejó de operar.
Para la realización del informe de 29 páginas, firmado por Nicolás Mazzeo, investigador del Departamento de Ciencias de la Atmósfera de la Facultad de Ciencias Exactas y Naturales (UBA) y del Consejo Nacional de Investigaciones Científicas y Técnicas (Conicet), se tomaron en cuenta las mediciones hasta el 30 de noviembre: los primeros 20 días con Botnia en marcha. No obstante, según Arienza, hasta la fecha monitoreada (20 días más) “no se detectó ningún tipo de contaminación”.
El trabajo de Green Cross destaca que antes de que la pastera comenzara a producir la concentración de dióxido de azufre en el aire fue, en promedio, de 0,445141 ppb (partes por billón). Al comenzar la producción y hasta el 30 de noviembre fue de 0,453425 ppb.
“Los niveles que encontramos están muy por debajo de los parámetros que, según la Organización Mundial de la Salud (OMS), pueden hacer un daño a los seres humanos", aseguró a La Nación Guillermo Jorge, director ejecutivo de la ONG.
Sin embargo, el informe de la organización culmina con la advertencia: "Es recomendable un mayor período de detección de los niveles de contaminación del aire y de parámetros meteorológicos en la zona. Esto posibilitaría contar con una cantidad mayor de información para convalidar o no los resultados obtenidos".
Los asambleístas de Gualeguaychú no tardaron en refutar dicho informe, al alegar que el dossier de la ONG omitió detallar que la fábrica funcionaba al 10-15% de su capacidad. Por dicha razón, se señaló, el grado de polución resulta proporcional al nivel de producción. Además, recordaron que estudios promovidos por las autoridades de esa ciudad entrerriana demostraron que la pastera produjo sustancias contaminantes que superaron los niveles admitidos por la Organización Mundial de la Salud (OMS).
Con respecto al agua, si bien no se conocen datos oficiales, el propio municipio admite que la presencia de Botnia en la región no causó hasta ahora impacto en el agua. "Nadie imagina un impacto en el corto plazo", dijo el intendente Juan José Bahillo.
Los datos de la ONG coinciden con los que se han realizado del lado uruguayo por parte de la Dirección Nacional de Medio Ambiente (Dinama) y la propia Botnia ya han dado a conocer varios monitoreos que indican que la planta no afectó el ecosistema.
A fines de enero y principios de febrero se descubrió un sistema empleado por los asambleístas por el cual emitían pases con los cuales determinan a quiénes dan pase libre para pasar por el corte de ruta y a quiénes no. Dicho sistema no es el empleado por el estado en el cruce fronterizo, sino un segundo control informal y sin autorización oficial realizado antes de llegar al puente. Gargano, el canciller uruguayo, afirmó estar horrorizado por dicha situación., mientras que el gobierno argentino no se manifestó al respecto.

### 2009
En la primera quincena de enero el Gobierno argentino decidió rechazar los cortes de ruta en Entre Ríos pues, "no contribuyen en nada al objetivo" de los asambleístas. Estos seguían firmes en su postura y habían anunciado que extenderían su protesta en Colón y además habían analizado la posibilidad de llevar los bloqueos a la ciudad de Concordia, pero al no haber consenso debido a la oposición de los comerciantes decidieron hacer solamente entrega de volantes para crear conciencia sobre el problema.
El 16 de enero los ambientalistas entrerrianos llevaron sus reclamos a la ruta 135, pero no lograron impedir el paso de autos hacia el Uruguay debido a la presencia de aproximadamente 200 efectivos de Gendarmería argentina.
El ministro del Interior argentino, Florencio Randazzo, dijo que "argentinos y uruguayos tenemos que avanzar, para transitar libremente esos puentes", en referencia a los pasos que unen a ambos países.
A mediados de enero los diarios informaron que el titular del Instituto Nacional de Tecnología Industrial (INTI), Enrique Martínez, había dicho que los estudios realizados bimestramente desde agosto del 2008 no indicaban ningún grado de contaminación. El 3 de febrero en reunión con el Intendente de Gualeguaychú, Juan José Bahillo, e integrantes del equipo técnico de la Asamblea Ambiental negó dichas declaraciones.

### 2010

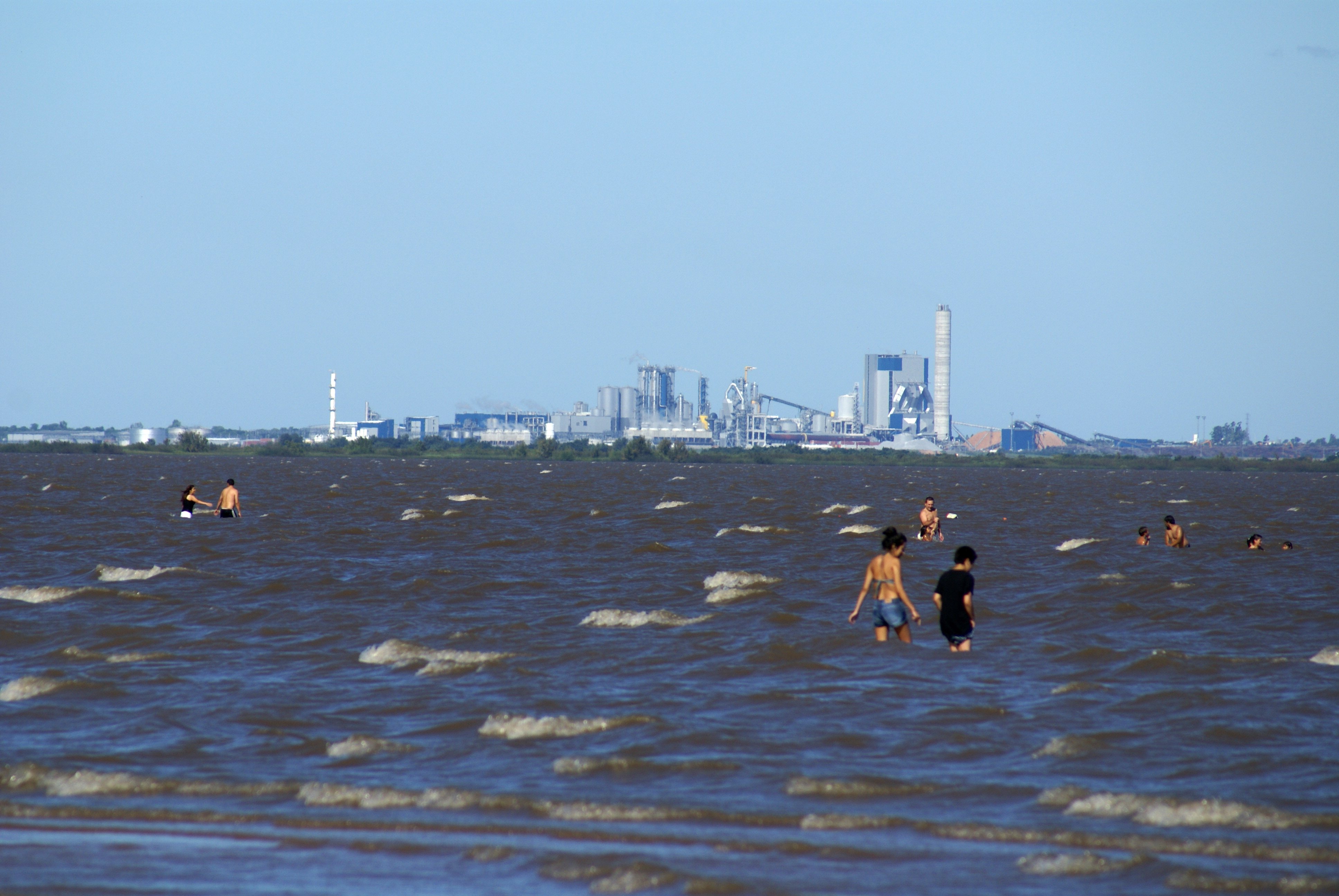
Planta de celulosa de Botnia sobre el río Uruguay, visto desde la playa Ñandubaysal en la costa argentina.

Centenares de argentinos se manifestaron en el puente José de San Martín de Gualeguaychú, el 25 de abril de 2010, para protestar por el fallo dictado por el Tribunal Internacional de La Haya, sosteniendo que se mantendría el corte, hasta tanto la empresa fuera cerrada definitivamente.
Mientras tanto el día 29 de abril se sucedió una reunión bilateral entre los presidentes de Argentina y Uruguay para tratar de destrabar el conflicto a nivel del bloqueo de la ruta que une a ambos países. Luego de la reunión los presidentes brindaron una conferencia de prensa en la anunciaron "un proceso de reencauzamiento definitivo entre ambos países", esquivaron tratar el tema del corte que mantienen los asambleístas como símbolo de su lucha contra la ex Botnia (hoy UPM). Dicha reunión fue considera "lastimosa" por los ambientalistas, por no haberse considerado el tema del bloqueo de la ruta y confirmaron que continuarán con "el plan de lucha" en tanto no se "erradique la pastera".
En tanto se expresan diversas reacciones sobre el conflicto. El presidente del Instituto Nacional de Tecnología Industrial (INTI), Enrique Martínez, reconoció que "la manifestación política que representó la marcha es categórica", pero dijo que la Asamblea de Gualeguaychú “no conoce lo que pasa en el río” y que “se mira el ombligo todo el tiempo y no entiende la realidad”. Advirtió que, además de las pastera ubicada en Fray Bentos, “hay otras ciudades, otras industrias que contaminan”. “El efecto de los efluentes cloacales de las ciudades argentinas hoy es mayor que el de Botnia”.
Por su parte, el juez de la Corte Suprema de Justicia de Argentina, Eugenio Zaffaroni, recriminó el método de protesta de la Asamblea Ciudadana Ambiental de Gualeguaychú. En una conferencia, sostuvo que esas medidas son válidas siempre que busquen llamar la atención ante "necesidades urgentes" durante un tiempo determinado. Zaffaroni dijo que la protesta de Gualeguaychú es "ilegítima".
El 16 de junio de 2010 la Asamblea Ciudadana Ambiental de Gualeguaychú resolvió, por 402 votos contra 315, negociar con el gobierno argentino, permitir el paso de vehículos y quedarse al costado de la ruta internacional N° 136. A diferencia de votaciones anteriores, la sesión estuvo marcada por fuertes presiones del gobierno, que había denunciado por 18 delitos penales a un grupo no determinado de dirigentes del colectivo ambientalista. Se acordó una serie de peticiones cuyo cumplimiento la Asamblea volvería a evaluar en 60 días.

### 2013
En octubre de 2013 el conflicto reapareció al debido a la decisión del presidente de la República Oriental del Uruguay, José Mujica, de autorizar a la empresa UPM, para aumentar un 10% la producción de la planta de celulosa ubicada en Fray Bentos, pasando a 1,1 millones de toneladas anuales. El gobierno argentino anunció que recurriría a la Corte Internacional de la Haya, debido a que consideraba que el Tratado del Río Uruguay firmado por ambos países, establece que cualquier decisión de una parte que impactase en las aguas comunes debe ser consultada a la otra.

## Los cortes de rutas
Uruguay ha puesto el acento en la extrema gravedad, las repercusiones económicas, los aspectos legales y las implicancias internacionales de los extensos cortes de rutas realizados por la Asamblea de Gualeguaychú, sobre todo a partir del 23 de diciembre de 2005, y ha anunciado que demandará a la Argentina por los daños y perjuicios que los mismos le han causado. Las pérdidas para el Uruguay en concepto de turistas no ingresados y transacciones comerciales no concretadas asciende a los 400 millones de dólares, según la opinión del canciller uruguayo Reinaldo Gargano.
A partir del 30 de diciembre de 2005 el sector más intransigente de oposición a la instalación de las plantas propuso cortar en varias ocasiones, simultáneamente, los tres puentes que unen a los dos países (Salto-Concordia, Paysandú-Colón y Fray Bentos - Gualeguaychú), para colocar a Uruguay en situación de cuasi-bloqueo. Ello no llegó a suceder porque la población de la ciudad argentina de Concordia no aceptó la propuesta de cortar el puente y decidió, en cambio, informar del conflicto a los viajeros mediante folletos entregados personalmente. Esta situación cambió en enero de 2007, momento a partir del que los tres puentes comenzaron a ser cortados de manera simultánea varias veces, lo que supuso para Uruguay graves perjuicios al tránsito del turismo desde Argentina y al transporte de mercaderías. Luego del fin de la temporada turística estival del 2007 se levantaron los cortes en todos los puentes excepto en el que une Fray Bentos con Gualeguaychú.
El corte de los tres puentes en forma simultánea se volvió a retomar a partir del 31 de marzo de 2007, extendiéndose durante toda la Semana Santa para afectar directamente el flujo turístico que en ese período transita hacia Uruguay.
Debido a los cortes de las rutas de acceso al Uruguay, en diciembre de 2005 el tránsito de personas por el puente disminuyó un 32%. En enero la reducción fue mucho mayor aún y en los meses de febrero y marzo el bloqueo en dos de los puentes internacionales fue total. Los cortes han generado grandes daños al turismo y al transporte comercial, si se tiene en cuenta que normalmente por el puente cruzan 250 camiones por día.
El gobierno de Uruguay ha expresado categóricamente que no aceptará diálogo alguno con el gobierno de la Argentina mientras continúen los cortes, y que considera que se trata de una conducta violatoria del derecho internacional, especialmente, del Tratado de Asunción que en su artículo 1º señala que el Mercosur "implica la libre circulación de bienes, servicios y factores productivos entre los países...".
Por otra parte, Uruguay criticó la inacción del gobierno Argentino por no ordenar el desbloqueo de los puentes por la fuerza y sostuvo que el conflicto debía ser resuelto por el Mercosur.
Debido a los cortes de ruta, Uruguay solicitó medidas cautelares contra la Argentina ante la Corte Internacional de Justicia de la Haya en el juicio que allí tramita sobre la cuestión. (véase el apartado Medidas cautelares solicitadas por Uruguay)

## Las acciones legales

### Actuaciones en la Corte Internacional de Justicia

#### Demanda de la Argentina
Argentina, utilizando un mecanismo previsto en el Estatuto del Río Uruguay y como país miembro de la Organización de las Naciones Unidas, al igual que Uruguay, recurrió a la Corte Internacional de Justicia el 4 de mayo de 2006 para que se dictamine sobre la presunta violación del Estatuto.

##### Argumentos de Argentina
Los principales argumentos de la demanda presentada por la Argentina son que, a pesar del trabajo conjunto en la CARU, estaba pendiente una cantidad de información que nunca fue provista, que no existen estudios sobre el lugar de localización de las plantas o sitios alternativos, que los informes realizados por las empresas son insuficientes y que, para determinar la sustentabilidad ambiental de las plantas, debiera realizarse un estudio independiente de las partes en conflicto.
La demanda incluye la solicitud de una medida cautelar previa de suspensión de la construcción de las plantas basada en que son una amenaza actual de daños irreparables sociales y económicos.

##### Argumentos de Uruguay
Los principales argumentos de la defensa de Uruguay son que respetó no sólo el Estatuto del Río Uruguay, de 1975, sino, además, la totalidad del Derecho Internacional y los principios generales del derecho. A su vez Uruguay sostuvo que la Argentina desconoció normas del Derecho Internacional al permitir los cortes de ruta realizados por pobladores de las ciudades argentinas cercanas a las plantas de celulosa. Uruguay sostiene que existieron constantes conversaciones e intercambios de información entre Argentina y Uruguay sobre este asunto, de las cuales dan cuenta incluso documentos del gobierno de Buenos Aires, que convalidaron lo actuado con Uruguay, mencionando, entre otros documentos, el mensaje a la Nación del gobierno argentino enviado al Parlamento en el año 2004 en el que se hace expresa referencia al tema. En el mismo Argentina alude a responsabilidades y atribuciones de la CARU y se dice, en la página 127, que las diferencias o los temas vinculados con la instalación de plantas de celulosa en Fray Bentos "han quedado resueltos entre ambos países". A su vez esto refleja lo que en su momento la CARU reconoció en un acta y que, además, se recogió en un encuentro entre los entonces cancilleres, Rafael Bielsa, de Argentina, y Didier Opertti, de Uruguay. Finalmente Uruguay sostuvo que las plantas de celulosa utilizarán la mejor tecnología disponible de acuerdo con los estándares europeos que entrarán en vigencia en el año 2007. Para fundamentar sus argumentos Uruguay citó los estudios de impacto ambiental realizados por las empresas Botnia y ENCE, el Estado uruguayo, y las tres evaluaciones encargadas por la CFI (Grupo Banco Mundial).

##### Audiencias
En la primera audiencia ante la Corte Internacional de Justicia, realizada el 8 de junio de 2006, Argentina afirmó que se ha violado lo dispuesto en el estatuto del Río Uruguay, expuso la necesidad de suspender las obras por 90 días e hizo hincapié en la necesidad de realizar un estudio de impacto ambiental mediante partes ajenas al conflicto, mientras que la delegación de Uruguay expuso lo contrario, afirmando que no hay evidencias objetivas de daños ambientales previsibles y que la tecnología a emplear es la mejor disponible, contemplada en la legislación de la Unión Europea. La segunda ronda de exposiciones se realizó al día siguiente, donde se hicieron similares consideraciones. En la página web de la CIJ se pueden consultar o bajar las actas de las cuatro exposiciones.

##### Dictamen sobre las medidas provisionales solicitadas por Argentina
El 13 de julio de 2006 la Corte Internacional de Justicia rechazó por 14 votos contra 1 las medidas provisionales solicitadas por Argentina de suspender la construcción de las plantas de celulosa y exigir a Uruguay cooperar de buena fe. La comunicación oficial de la Corte Internacional de Justicia dice:
- Sobre la suspensión de las autorizaciones para construir las plantas y de los trabajos de construcción mismos:

Con respecto a la primera sección del requerimiento de Argentina (...) Argentina no ha presentado al presente evidencia que sugiera que alguna contaminación resultante pueda tener el carácter de causar daño irreparable al río. En todo caso la amenaza de tal contaminación no es inminente en tanto que no se espera que las plantas sean operacionales antes de agosto de 2007 en un caso y junio de 2008 en el otro (...) La Corte, de todos modos, pone en claro que, procediendo con las obras, Uruguay "necesariamente asume todos los riesgos relacionados con cualquier constatación de los cuestiones de fondo que la Corte pueda realizar en el futuro" y que la construcción de las plantas en los lugares actuales no puede ser utilizado para crear un hecho consumado.

- Sobre una orden requiriendo a Uruguay cooperar de buena fe con Argentina y asegurar que la disputa no se vea agravada:

La Corte luego atiende la segunda sección del requerimiento de Argentina (..) pero, desde que Uruguay, hablando a través de su Agente en la conclusión de las audiencias, reiteró "su intención de cumplir en un todo con el Estatuto del Río Uruguay de 1975" y, como prueba de esa intención, ofreció "realizar... continuos monitoreos conjuntos" con Argentina, la Corte no considera que exista base para indicar las restantes medidas provisionales requeridas por Argentina.

- Advertencia sobre el hecho que la Corte no se ha expedido sobre las cuestiones de fondo:

La Corte concluye que nada en esta decisión prejuzga la cuestión de su jurisdicción para decidir sobre las cuestiones de fondo del caso o cualquier cuestión relacionada con la admisibilidad de la demanda o de las cuestiones de fondo en sí mismas. La decisión tampoco afecta el derecho de Argentina de presentar nuevos requerimientos para indicar medidas provisionales basadas en nuevos hechos.

#### Medidas cautelares solicitadas por Uruguay
El 29 de noviembre de 2006, Uruguay solicitó medidas cautelares contra la Argentina ante el Tribunal Internacional de La Haya por los cortes de ruta realizados por la Asamblea de Gualeguaychú.

##### Argumentos de Uruguay
Uruguay sostiene que el gobierno argentino intencionalmente no reprime la protesta mediante cortes de rutas por parte de grupos ecologistas de Gualeguaychú para utilizarlo como mecanismo de chantaje, agravando el conflicto diplomático. Sostiene también que los cortes son “una amenaza de asfixiar la economía de Uruguay”.
Como remedio a esa situación Uruguay solicitó tres medidas cautelares:
1. para prevenir o dar finalización a la interrupción del tránsito entre ambos países;
2. para que Argentina se abstenga de cualquier medida que pueda agravar, extender o hacer más dificultoso un acuerdo;
3. para que Argentina se abstenga de realizar cualquier otra medida que pueda perjudicar los derechos de Uruguay en disputa ante la Corte.

##### Argumentos de la Argentina
La Argentina sostiene que es falsa la vinculación que Uruguay hace del conflicto diplomático regulado por el Estatuto del Río Uruguay y los cortes de ruta realizados por los grupos ecologistas de la población de Gualeguaychú, y que la Corte Internacional no es competente para intervenir en él más allá de la causa que ya se encuentra en trámite, presentada por la Argentina. Sostiene también que el gobierno argentino tiene una política de no represión de las protestas de corte de ruta, y se ha llevado a cabo en todos los casos, y no solo en el caso de los cortes de las rutas que conducen al Uruguay.

##### Audiencias
Los días 18 y 19 de diciembre se realizaron las audiencias para la presentación del caso y defensa, respectivamente.

##### Decisión del tribunal sobre la medida cautelar reclamada por Uruguay
El 23 de enero de 2007 la Corte Internacional de Justicia rechazó por catorce votos contra uno la demanda uruguaya. En su resolución la Corte dice:

Concluyendo con su examen la Corte no encuentra que haya al presente un riesgo inminente de perjuicio irreparable a los derechos de Uruguay en disputa antes, causados por los bloqueos de los puentes y rutas que conectan a ambos Estados. Además considera que los bloqueos en sí mismos no justifican que se ordenen las últimas dos medidas cautelares requeridas por Uruguay, en ausencia de las condiciones para que la Corte ordene la primera medida cautelar.

#### Fallo definitivo
El 20 de abril de 2010 el Tribunal Internacional de La Haya dictó la sentencia, que es definitiva e inapelable. La cláusula operativa de fallo está integrada por tres párrafos, que se transcriben textualmente a continuación:
La Corte:
1. Encuentra que Uruguay ha incumplido sus obligaciones procesales impuestas por los artículos 7 a 12 del Estatuto del Río Uruguay de 1975 y que la declaración por la Corte de este incumplimiento constituye una satisfacción apropiada. (13 votos a favor, 1 en contra)[98]
2. Encuentra que Uruguay no ha incumplido sus obligaciones sustanciales impuestas por los artículos 35, 36 y 41 del Estatuto del Río Uruguay de 1975. (11 votos a favor, 3 en contra)[98]
3. Rechaza todas las demás pretensiones de las partes. (Unanimidad)[98]

##### Síntesis de los argumentos del fallo
El fallo fue dictado por un tribunal de 14 jueces integrado por doce miembros de la Corte Internacional de Justicia (Peter Tomka, Abdul G. Koroma, Awn Shawkat Al-Khasawneh, Bruno Simma, Ronny Abraham, Kenneth Keith, Bernardo Sepúlveda Amor, Mohamed Bennouna, Leonid Skotnikov, Antônio Augusto Cançado Trindade, Abdulqawi Yusuf y Christopher John Greenwood) y dos jueces ad hoc propuestos por las partes (Santiago Torres Bernárdez y Raúl Vinuesa). Peter Tomka, vicepresidente de la Corte Internacional, se desempeñó como presidente del tribunal.
Los fundamentos del fallo se realizan en 281 párrafos que ocupan 80 páginas y que están distribuidos en cinco capítulos. La sentencia distingue entre "obligaciones procesales" y "obligaciones sustanciales" y analiza las eventuales violaciones a las mismas en los capítulos III y IV respectivamente.
En el capítulo III, dedicado a "Los alegados incumplimientos de las obligaciones procesales", la Corte analiza la manera en que ambos países interactuaron ante la posibilidad de instalar dos plantas de celulosa sobre la margen oriental del Río Uruguay. El Tribunal concluyó que Uruguay incumplío sus obligaciones de notificar, informar y negociar de buena fe con Argentina, a lo que se había comprometido en el Estatuto del Río Uruguay (arts. 7 a 12), y que debieron haberse instrumentado a través de la Comisión de Administración del Río Uruguay (CARU).
En el capítulo IV, dedicado a "Obligaciones sustantivas", la Corte analiza los diversos estudios científicos e informes técnicos relacionados con una eventual contaminación ambiental y afectación de las actividades de las poblaciones instaladas en el lado argentino del río. El Tribunal concluyó que, aunque excepcionalmente se detectaron niveles de contaminación más altos que los permitidos, la excepcionalidad de esas detecciones no permite sostener que Uruguay haya incumplido sus obligaciones sustantivas de no contaminar el ambiente. Textualmente la sentencia dice, al concluir esta parte, que "no hay evidencia concluyente en el expediente que indique que Uruguay no ha actuado con el grado requerido de diligencia debida o que la descarga de efluentes desde la planta de Orion (Botnia) haya tenido efectos deteriorantes o causado daño a los recursos vivos o a la calidad del agua o al equilibrio biológico del río, desde que comenzaron las operaciones en noviembre de 2007. Consecuentemente, sobre la base de las evidencias presentadas, la Corte concluye que Uruguay no ha incumplido sus obligaciones bajo el art. 41", del Estatuto del Río Uruguay (parr. 265).
En el capítulo V, dedicado a las pretensiones de las partes, el Tribunal considera que Uruguay ha puesto fin a su conducta ilegítima y que no resulta entonces necesario que la Corte le ordene cesar en su actitud. Rechaza la posibilidad de imponer una indemnización económica a Uruguay, debido a la falta de una norma que permita establecerla, sobre todo en materia de turismo y agricultura (parr. 276). Por lo tanto considera que "su revelación de una conducta ilícita por parte de Uruguay respecto de sus obligaciones procesales constituye per se una medida de satisfacción para Argentina" (parr. 269).
La Corte explica que Uruguay tenía y no cumplió con la obligación de notificar, informar y negociar de buena fe con Argentina durante 180 días, los aspectos relativos a la instalación de las plantas de celulosa sobre el Río Uruguay. También "observó que la construcción de la planta comenzó antes de que las negociaciones finalizaran, en incumplimiento de las obligaciones procesales establecidas en el estatuto de 1975" (parr. 275). Sin embargo, el Tribunal explica que como el Estatuto del Río Uruguay no exigía que Argentina aprobara la instalación de la planta y además no hubo incumplimiento de las obligaciones sustanciales (relacionadas con la contaminación), "ordenar el desmantelamiento de la planta no constituiría, en la visión de la Corte, un remedio apropiado al incumplimiento de obligaciones procesales" (parr. 275).
En el último párrafo de los considerandos, la Corte manifiesta lo siguiente:

Finalmente, la Corte señala que el Estatuto de 1975 impone a las partes el deber de co-operar con la otra, en los términos allí establecidos, para asegurar que se alcance su objetivo y propósito. Esta obligación de co-operar incluye el monitoreo continuo de una planta industrial como la de Orion (Botnia). En ese sentido la Corte nota que las partes tienen una prolongada y efectiva tradición de co-operación y coordinación a través de la CARU. Actuando a través de la CARU, las partes han establecido una verdadera comunidad de intereses y derechos en el gerenciamiento del Río Uruguay y en la protección del medio ambiente. También han coordinado sus acciones a través del mecanismo conjunto de la CARU, de conformidad con las reglas del Estatuto de 1975, y encontrado soluciones apropiadas para sus diferencias dentro de ese marco sin sentir la necesidad de recurrir a la instancia judicial contemplada por el artículo 60 del Estatuto hasta que el presenta caso fue traído ante esta Corte (parr. 281).

##### Votos en disidencia
Los dos jueces ad hoc, Raúl Vinuesa —propuesto por Argentina— y Santiago Torres Bernárdez —por Uruguay—, votaron de manera diferente. Vinuesa votó en disidencia en el segundo punto del fallo, junto a otros dos jueces, y Torres Bernárdez fue el único que votó en disidencia, en el primer punto del fallo.

###### Disidencia conjunta de Al-Khasawneh y Simma
Los otros dos jueces que votaron conjuntamente en disidencia en el segundo punto del fallo, apoyando la posición argentina, fueron el jordano Awn Shawkat Al-Khasawneh y el alemán Bruno Simma. Ambos jueces, de manera conjunta, emitieron un voto en disidencia separado del resto del tribunal, sosteniendo que la Corte Internacional "ha perdido lo que bien puede llamarse una oportunidad de oro para demostrar a la comunidad internacional su habilidad y preparación para abordar disputas científicas complejas, utilizando los conocimientos más avanzados disponibles (state-of-the-art)". Para los jueces disidentes, se trataba de "un caso sobre Derecho Ambiental de naturaleza ejemplar, un «ejemplo de manual», como se dice, de una alegada contaminación transfronteriza".
Al-Khasawneh y Simma inician su voto diciendo que la "disputa entre Argentina y Uruguay trata de un asunto candente de nuestro tiempo, como es la protección del medio ambiente y la salud humana. Es un caso destacable: 35 años atrás dos estados acordaron un amplio tratado, muy progresista para ese momento, en el que se propusieron regular el manejo de un complejo ecosistema fluvial, incluyendo obligaciones para tomar medidas para prevenir la contaminación de ese ecosistema. Los dos estados asumieron obligaciones específicas para cooperar e informar al otro sobre todo lo que pretendieran hacer que pudiera tener un efecto sobre los recursos naturales compartidos que integran su frontera común: el Río Uruguay. Treinta y cinco años después, uno de los dos estados decide proceder como si el tratado nunca hubiera sido aprobado: desconociendo sus obligaciones procesales establecidas en el Estatuto de 1975, Uruguay autorizó una construcción de gran escala precisamente dentro del ecosistema del río".
Ambos jueces explican que concuerdan y apoyaron el primer voto del fallo, que consideró que Uruguay había violado sus obligaciones procesales, pero que no coinciden con el segundo voto de la mayoría de la Corte, que decidió que Uruguay no había violado sus obligaciones sustanciales.
Al-Khasawneh y Simma consideran que la Corte evaluó la evidencia científica aportada por las partes con una "meteodología defectuosa" (flawed methodologically). Los dos jueces cuestionan la decisión de la Corte de no haber designado expertos que la asesoraran en el entendimiento de la evidencia científica y el método utilizado para analizar dichas pruebas, obligando a Argentina a asumir la carga de la prueba de hechos científicos que la Corte no estaba en condición de comprender.
En particular, los jueces disidentes explican en su voto, que la Corte debió haber utilizado la vía contemplada por el artículo 50 de su estatuto: “La Corte puede, en cualquier momento, recurrir a cualquier individuo, cuerpo, oficina, comisión, u otra organización que pudiera seleccionar, con el fin de dar respuesta a preguntas o dar una opinión experta". En su apoyo citan dos casos en los que la Corte utilizó este método, en el caso del Canal de Corfu, entre el Reino Unido y Albania (Orden del 17-12-1948, I.C.J. Reports 1947-1948, pp. 124 ss) y en el caso de la Delimitación de la Frontera Marina en el Golfo del Área de Maine entre Canadá y Estados Unidos de América (Orden de 30-03-1984, I.C.J. Reports 1984, p. 165). También ponen como ejemplo a otros organismos internacionales que suelen recurrir al consejo de expertos en casos científicos complejos, como el Tribunal Arbitral del Acero del Rhin y la Organización Mundial de Comercio.
El voto disidente cuestiona también el uso por el tribunal de "expertos fantasmas" (experts fantômes), personas a las que los jueces habrían recurrido de manera informal y sin constancias, para comprender o pedir opinión sobre ciertas cuestiones para las que se requieren conocimientos especializados (parr. 14).
Los jueces explican que el asesoramiento científico era indispensable para que la Corte pudiera precisar en este caso, conceptos legales como daño "significativo", "prueba suficiente", "umbral razonable" o "necesidad".
La disidencia de Al-Khasawneh y Simma se detiene en el art. 12 del Estatuto del Río Uruguay, elogiándolo por su espíritu innovador y progresista, y que según el mismo, una vez vencido el plazo de negociación directa entre Argentina y Uruguay de 180 días, la Corte Internacional debía asistir a las partes para resolver sobre la cuestión de la construcción de la planta, "antes de la realización del proyecto, donde hay desacuerdo sobre donde hay potenciales efectos en detrimento del medio ambiente" (parr. 21). Esta función de la Corte hacía aún más necesaria la asistencia especializada de los jueces.
Al-Khasawneh y Simma consideran que el art. 12 del Estatuto del Río Uruguay rechaza "la filosofía de fait accompli (hechos consumados)", un principio de primera importancia para abordar el hecho que el daño al medio ambiente es habitualmente irreversible. "La Corte pudo y debió haber pensado de manera diferente que hubiera sido más adecuada para los aspectos prospectivos y preventivos que el Estatuto le otorga a su papel" (parr. 25).
En el Capítulo III de la disidencia, los jueces Al-Khasawneh y Simma discrepan con la insuficiente vinculación que la Corte hizo entre "obligaciones procesales" y "obligaciones sustantivas", sosteniendo que por el contrario, ambas están íntimamente relacionadas. Luego de señalar que los principios que regulan el Derecho Ambiental son muy amplios, los jueces concluyen que "en esas situaciones, el respeto por las obligaciones procesales asume considerable importancia y se destaca como un indicador esencial de si, en un caso concreto, fueron o no violadas las obligaciones sustanciales. De allí que, la conclusión de que el no cumplimiento de las obligaciones procesales no tiene relación con el cumplimiento de las obligaciones sustantivas, es una proposición que no puede ser aceptada fácilmente. Por ejemplo, si hubiera habido cumplimiento de los pasos establecidos en los artículos 7 a 12 del Estatuto de 1975, esto pudo haber llevado a la elección de un sitio más adecuado para la planta de pulpa de celulosa. En sentido opuesto, en ausencia de ese cumplimiento, la situación a la que se llega fue obviamente no diferente de un fait accompli (hecho consumado)" (parr. 26).

De acuerdo a la Corte, en la medida que se ha asegurado el cumplimiento de las obligaciones sustantivas (o al menos no se ha probado que no se hayan cumplido), la violación de las obligaciones procesales no importaría mucho y realizar una declaración a ese efecto constituye una satisfacción apropiada; esta no es la forma correcta de prestar la debida atención la interrelación entre procedimiento y sustancia.

### Actuaciones en el Sistema de Resolución de Controversias del Mercosur
En abril de 2006 Uruguay planteó, en el ámbito del Mercosur, un reclamo contra la Argentina para que se establezca si la Argentina incumplió el compromiso asumido en el Tratado de Asunción, creador del Mercosur, de garantizar la libre circulación de bienes y servicios entre los territorios de sus respectivos países, y se establezca cuales son las medidas futuras que debiera adoptar frente a nuevos cortes.
Para resolver la controversia se siguió el sistema de solución de controversias del Mercosur que establece la formación de un Tribunal Ad Hoc, formado especialmente para resolver el caso, que se integró con el juez español Luis Martí Mingarro, el argentino Carlos Barreira y el uruguayo José María Gamio. Este tribunal comenzó el proceso correspondiente el 25 de junio de 2006.
El 6 de septiembre de 2006 el Tribunal Ad Hoc dictó el laudo por unanimidad haciendo lugar parcialmente al reclamo de Uruguay. El texto completo puede ser consultado aquí.
El laudo establece que:

"la ausencia de las debidas diligencias que la Parte Reclamada (la Argentina) debió haber adoptado para prevenir, ordenar o, en su caso corregir los cortes de las rutas (...) no es compatible con el compromiso asumido por los Estados Partes en el tratado fundacional del Mercosur, de garantizar la libre circulación de bienes y servicios entre los territorios de sus respectivos países".

En otras partes el laudo establece también que "el ejercicio del derecho de protesta ha sobrepasado en sus efectos los límites del respeto", y que, si bien se comprende la "alarma" de la población de Gualeguaychú frente a la contaminación, sus manifestaciones "fueron perdiendo legitimidad" cuando "fueron acumulando agresiones al derecho de otras personas (...) por períodos extensos y en la época de mayor intercambio comercial y turístico".
Sobre el derecho de protesta, los jueces declararon que "ni aun en el derecho argentino es absoluto" y que las restricciones al tránsito "pueden llegar a ser toleradas siempre que fueran tomados los recaudos necesarios para aminorar los inconvenientes que causare, de manera que no impliquen un sacrificio demasiado grande para otros intereses respetables".
El Tribunal declaró también que los bloqueos "produjeron innegables inconvenientes que afectaron tanto al comercio uruguayo como al argentino" y aceptó la "buena fe" de Argentina por "haber tenido razones para creer que actuó dentro de la legalidad", pero advierte que "el carácter repetido y continuado de la actitud de condescendencia conforma un estándar de comportamiento ante el problema, que deja abierta la expectativa de que pudiera repetirse en el futuro si se dieran las mismas o parecidas circunstancias".
Por otra parte el Tribunal rechazó el pedido de Uruguay de indicar a la Argentina la conducta que debería adoptar en el futuro si se producen de nuevo los cortes y sostuvo que "no resulta procedente en derecho que este Tribunal 'Ad Hoc' adopte o promueva determinaciones sobre conductas futuras de la Parte Reclamada".
El Tribunal no se pronunció sobre la cuestión de eventuales indemnizaciones porque Uruguay no lo reclamó. Eventualmente ello debería ser realizado por quienes hayan sufrido perjuicios directos.
Argentina decidió no apelar el laudo ante el Tribunal Permanente de Revisión del Mercosur y, por lo tanto, constituye la decisión final referida a los bloqueos de ruta realizados desde fines de 2005 hasta principios de 2006.

## Influencia en la opinión pública

### En Uruguay
De acuerdo con encuestas realizadas por la empresa Factum, luego de los cortes de ruta se produjo un incremento del apoyo a la construcción de las plantas de celulosa entre los ciudadanos uruguayos, alcanzando en junio de 2006 un 80% de aprobación, al mismo tiempo que se redujo la creencia de que pudieran existir impactos ambientales negativos, así como la simpatía por los argentinos y el presidente Néstor Kirchner. Por su parte, las encuestas realizadas por la empresa Equipos Mori establecieron que el manejo del conflicto por parte del gobierno uruguayo provocó un descenso de 10% en el nivel de aprobación presidencial de Tabaré Vázquez, llegando al 44% y convirtiéndose así en la segunda caída significativa de los niveles de aprobación del mandatario uruguayo. A la vez, el nivel de aprobación del canciller uruguayo Reinaldo Gargano, cayó del 39% a un 29%.

### En Argentina
De acuerdo con encuestas realizadas por Robustelli & Asociados, el 85 % de los entrerrianos está de acuerdo con los cortes de ruta en rechazo de las plantas de celulosa, en tanto que un 80 % piensa que el gobernador Jorge Busti está apoyando totalmente el reclamo, mientras que ese porcentaje se reduce al 55 % cuando se trata de considerar el apoyo del gobierno nacional. Por su parte, de acuerdo a encuestas realizadas por el diario Clarín, el 79,6 % de los consultados consideraba adecuado recurrir a la Corte de la Haya, y el 73,3 % manifestó que estaba de acuerdo con la decisión de Kirchner de convocar a los gobernadores a apoyar el reclamo contra las plantas de celulosa.

## Los informes técnicos
Relacionados con el conflicto se han producido diversos informes técnicos:
- Informe de Impacto Ambiental de Botnia (Ene-05)
- Informe de Evaluación Preliminar de la Ombudsman de la CFI ante el reclamo de la población de Gualeguaychú (Nov-05)
- Borrador de Estudio de Impacto Ambiental Acumulado del Banco Mundial (Dic-05)
- Uruguay: Resolución 63/2005 del MVOTyMA, Autorización ambiental a Botnia, del 14/02/05
- Uruguay: posición ante la Comisión Binacional (Ene-06)
- Argentina: posición ante la Comisión Binacional (Ene-06) Archivado el 16 de noviembre de 2006 en Wayback Machine.
- El Informe de expertos independientes para la CFI (Abr-06)
- El informe realizado por investigadores de la Facultad de Ciencias del Uruguay (may-06, documento pdf)
- Estudio Final de Impacto Acumulativo (Oct-06), Corporación Financiera Internacional - Banco Mundial (Texto completo del informe en inglés)
- Informe de la Universidad de Buenos Aires, enero de 2008

Básicamente Uruguay sostiene que los informes realizados por las empresas y el realizado por el Banco Mundial han sido adecuadamente verificados por las autoridades, demuestran que las plantas no causarán contaminación alguna y son suficientes para construir, sin más trámites, las plantas en los sitios originalmente establecidos. Adicionalmente Uruguay ha destacado que Argentina posee varias plantas de celulosa instaladas sobre sus ríos, muchas de ellas con tecnologías más contaminantes que las que se utilizarían en Fray Bentos.[cita requerida]
El informe técnico realizado por Argentina destaca las críticas del informe de la Ombudsman de la Corporación Financiera Internacional (Banco Mundial) a los procedimientos efectuados, cuestiona la ausencia de criterios para definir la localización de las plantas, expone varias insuficiencias en los informes del Banco Mundial y los de las empresas, para sostener finalmente que resulta necesario realizar un nuevo informe técnico independiente.
El 24 de mayo de 2006 la Asociación de Universidades Grupo Montevideo, integrado por las 18 universidades públicas del Mercosur, envió una carta a ambos presidentes ofreciéndose para realizar un estudio de impacto ambiental, a cargo de expertos y técnicos de esas casas de estudio.

## Retiro de Ence de Uruguay y venta de sus activos
El 22 de setiembre de 2006 la compañía española ENCE anunció que había decidido interrumpir las obras en Fray Bentos y relocalizar la planta de celulosa. Se informó también que una vez decidido el nuevo destino la empresa "duplicará su producción". El presidente de la compañía española, José Luis Arregui, desmintió las versiones que indicaban que la decisión de interrumpir la obra y relocalizar la planta tenga alguna relación con el conflicto bilateral, apuntando a los problemas de infraestructura vial.
A comienzos de la segunda semana de diciembre se supo que la planta será instalada en Paraje Pereyra, cerca de la localidad de Conchillas, en el departamento de Colonia. La planta producirá al mismo nivel que la de Botnia, un millón de toneladas de pasta de celulosa por año, y estaría funcionando a partir de 2009.
En 2009 ENCE decidió retirarse de Uruguay y vender sus activos forestales a las empresas chilena Arauco y sueco-finlandesa Stora Enso. El retiro de ENCE de Uruguay y las transferencia de sus activos a Stora Enso-Arauco, redujo de tres a dos las plantas de celulosa proyectadas en territorio uruguayo, incluyendo la de Botnia-UPS en Fray Bentos. Stora Enso, que originalmente tenía proyectado construir la planta en el interior de Uruguay, sin contacto con los ríos internacionales, anunció que los estudios sobre la construcción de su planta de celulosa se encontraban aún en la etapa de prefactibilidad.

## Funcionamiento de Botnia
Luego de la correspondiente autorización del Gobierno de Uruguay, el día 8 de noviembre de 2007 comenzó sus actividades la planta de Botnia en Fray Bentos.
A partir de ese momento se realizan sistemáticos controles ambientales por parte de Uruguay y de Argentina. Los controles uruguayos, supervisados por organismos canadienses, no muestran ningún signo de contaminación superior a la prevista, siendo en muchos ítems sustancialmente menor a la prevista. Argentina no ha divulgado hasta la fecha los resultados de ninguno de sus controles. Sin embargo un estudio efectuado por la Universidad de Buenos Aires filtrado a la prensa reveló que la calidad del aire en el entorno de la planta no se había alterado por el funcionamiento de la planta de Botnia.
En siete meses posteriores a su puesta en marcha Botnia produjo más de 600 000 toneladas de pulpa; a un año de su inauguración el gobernador de Entre Ríos, Sergio Urribarri, afirmó que de acuerdo a estudios realizados "no se ha detectado contaminación en el Río Uruguay".

## El acuerdo de 2010
El 29 de abril de 2010 se produjo una reunión entre los presidente de Argentina y Uruguay para tratar de destrabar el conflicto entre ambos países. Luego de la reunión los presidentes brindaron una conferencia de prensa en la que anunciaron "un proceso de reencauzamiento definitivo entre ambos países".
El 17 de mayo de 2010 las delegaciones de Argentina y Uruguay ante la Comisión Administradora del Río Uruguay (CARU) comenzaron a negociar la forma cómo controlarían en forma conjunta la producción de pasta de celulosa por parte de UPM. Argentina planteó colocar técnicos de la CARU dentro de la planta de UPM para vigilar cómo y en qué condiciones se vuelcan al río los efluentes de la fábrica. Uruguay tomó esto como una propuesta de máxima, para llegar a un acuerdo intermedio entre la idea argentina y lo que estaba dispuesto a ceder en cuanto al monitoreo conjunto.
El 2 de junio de 2010 se volvieron a reunir los presidentes Cristina Fernández y José Mujica en la estancia presidencial de Anchorena de Uruguay. Argentina insistió en entrar a la planta de UPM para controlarla, mientras que Uruguay mantuvo su postura de que eso no estaba contemplado el fallo de La Haya y que se debía monitorear sólo el río. Este bloqueo en la negociación quedó claro en la declaración conjunta que emitieron ambos presidentes y que señalaba que se crearía "un plan de vigilancia para la planta de UPM conforme a lo establecido en la sentencia" de La Haya y "un plan de control y prevención de la contaminación del río Uruguay". Los presidentes instruyeron a sus delegaciones ante la CARU para que en 45 días acordaran los términos y criterios para la puesta en marcha de ambos planes.
El 16 de junio de 2010 la Asamblea Ciudadana Ambiental de Gualeguaychú resolvió, por 402 votos contra 315, negociar con el gobierno argentino, permitir el paso de vehículos y quedarse al costado de la ruta internacional N° 136.
El 29 de junio de 2010 el nuevo canciller argentino Héctor Timerman visitó Montevideo y se reunió con el presidente Mujica y con el canciller Luis Almagro. Timerman presentó a su par uruguayo una propuesta para controlar la contaminación del río Uruguay consistente en monitorear de forma conjunta todo el río y las industrias instaladas en ambas márgenes a través del intercambio de información científica sobre sus posibles efectos nocivos en la calidad del agua y el medio ambiente en general. La idea era crear un centro de estudios binacional que recogiera y procesara información científica sobre la producción de las industrias uruguayas y argentinas que podrían contaminar el río. El canciller uruguayo advirtió que Uruguay se tomaría unos días para dar una respuesta final y hacer una contrapropuesta o, a lo sumo, sugerir algunos agregados.
El 6 de julio los cancilleres se reunieron secretamente en Buenos Aires. El 21 de julio de 2010 se volvieron a reunir, pero no lograron un acuerdo sobre el monitoreo del río Uruguay. Acordaron sí establecer un período de reflexión de 48 horas, tras el cual retomaríann las negociaciones. Coincidieron en no hacer declaraciones respecto a lo conversado. Sin embargo, las 48 horas de reflexión que se tomaron no fueron suficientes para resolver las diferencias. La diferencia principal radicaba en que Argentina demandaba "acceso irrestricto" a la planta UPM, algo que el gobierno uruguayo no aceptaba. La reunión fue suspendida por la falta de acuerdo.
El 28 de julio de 2010 los presidentes Fernández y Mujica se reunieron en la Quinta Presidencial de Olivos y firmaron un acuerdo para conformar, en el plazo de 30 días en el seno de la Comisión Administradora el Río Uruguay (CARU), un Comité Científico integrado por dos científicos uruguayos y dos científicos argentinos, a elección de cada país. La función de este Comité Científico sería la de monitorear el río Uruguay y todos los establecimientos industriales, agrícolas y centros urbanos que vuelcan sus efluentes al río Uruguay y sus áreas de influencia.
Finalmente, el 30 de agosto en Montevideo, los cancilleres firmaron un acuerdo por canje de notas reversales en el que se conforma, en el seno de la Comisión Administradora del Río Uruguay (CARU), un Comité Científico, estableciendo los criterios para su funcionamiento.
El 6 de octubre de 2010 el comité científico de la CARU realizó una visita ocular en UPM. Los cuatro integrantes del comité -Guillermo Lyons y Juan Carlos Colombo por Argentina, y Eugenio Lorenzo y Alberto Nieto por Uruguay-, ingresaron a la planta junto a técnicos de la Dirección Nacional de Medio Ambiente (Dinama), quienes extrajeron muestras de los efluentes.
El comité científico tenía plazo hasta el 2 de noviembre de 2010 para presentar su plan de monitoreo ante la CARU. El plan de monitoreo contendrá detalles como qué universidades o instituciones científicas llevarán a cabo los estudios, la fecha exacta del ingreso a UPM para tomar muestras y conocer el funcionamiento de la planta, cuál será el primer emprendimiento en la margen argentina del río en ser monitoreado y la cantidad de ingresos anuales a los emprendimientos de ambos países. Ese día se reunieron en Buenos Aires los vicecancilleres de ambos países. Debido a diferencias entre las delegaciones, Uruguay pidió una extensión del plazo para hacer su propuesta.
El 14 de noviembre de 2010, luego de 10 horas de reunión en Montevideo, los cancilleres de Argentina y Uruguay llegaron a un acuerdo con los grupos científicos sobre el plan de monitoreo del río Uruguay. El acuerdo incluye 12 ingresos anuales a la planta de UPM, así como también la instalación de sensores especiales. Se estiman que los trabajos de medición comiencen en forma inmediata, mientras que otros trabajos demorarán debido a la necesidad de instalar los equipos especiales. Se seleccionará un laboratorio internacional para que estudie las muestras que se tomen.
A pesar de la satisfacción oficial, algunos representantes de la Asamblea de Gualeguaychú, que concentra la protesta de los vecinos de esa localidad, criticaron la propuesta, por considerar que limita el control ambiental al establecer que serán 12 las inspecciones anuales en UPM.
No obstante, los asambleístas informaron que esperarían los resultados de las pruebas para determinar si retomaban las movilizaciones y el bloqueo del puente.

## Hipótesis de guerra contra la Argentina
El 11 de octubre de 2011, ante un auditorio reunido en el Colegio Monte VI, el expresidente uruguayo Tabaré Vázquez reveló que el gobierno uruguayo analizó en el más alto nivel la hipótesis de una guerra contra la Argentina y que el propio presidente Vázquez pidió apoyo al entonces presidente de Estados Unidos, George W. Bush, y a su secretaria de Estado, Condoleezza Rice. Vázquez había planteado a los comandantes militares de su país una hipótesis de guerra con Argentina y estos le respondieron que podían hacer una guerra de guerrillas y que contaban con cinco aviones y combustible para 24 horas, los que si salían no iban a regresar.
Estas revelaciones generaron conmoción en el sistema político uruguayo, levantándose críticas desde los sectores de los partidos Colorado y Blanco, así como en el ámbito gubernamental argentino.

## Documentos oficiales
- Tratado del Río Uruguay
- Estatuto del Río Uruguay
- Acuerdo de Olivos
- Acuerdo para conformar un Comité Científico en el seno de la Comisión Administradora del Río Uruguay
- Declaración de Gualeguaychú (Oct-2003)
- Informe de Impacto Ambiental de BOTNIA (Ene-05)
- Informe de Evaluación Preliminar de la Ombudsman de la CFI ante el reclamo de la población de Gualeguaychú (Nov-05)
- Borrador de Estudio de Impacto Ambiental Acumulado del Banco Mundial (Dic-05)
- Uruguay: Resolución 63/2005 del MVOTyMA, Autorización ambiental a Botnia, del 14/02/05
- Uruguay: posición ante la Comisión Binacional (Ene-06)
- Argentina: posición ante la Comisión Binacional (Ene-06) Archivado el 16 de noviembre de 2006 en Wayback Machine.

Decisiones de la Corte Internacional de Justicia en el caso Argentina vs. Uruguay
- TEXTO DEL COMUNICADO OFICIAL sobre la decisión de la Corte Internacional de Justicia rechazando la medida cautelar solicitada por Argentina del 13/07/2006 (en inglés)
- TEXTO COMPLETO de la decisión de la Corte Internacional de Justicia rechazando la medida cautelar solicitada por Argentina del 13/07/2006 (en inglés)
- TEXTO COMPLETO de la decisión de la Corte Internacional de Justicia rechazando la medida cautelar solicitada por Uruguay del 23/01/2007 (en inglés)
- Laudo del Tribunal Ad Hoc del Mercosur en el caso de Uruguay contra Argentina por corte de vías de acceso, 6 de setiembre de 2006

### Fallo de la Corte de La Haya
- TEXTO COMPLETO DEL FALLO DEFINITIVO (en inglés) Archivado el 1 de junio de 2010 en Wayback Machine..
- VOTO EN DISIDENCIA CONJUNTA DE LOS JUECES AL-KHASAWNEH Y SIMMA (en inglés)
- Resúmenes del fallo definitivo de la Corte Internacional de Justicia, opiniones disidentes y declaraciones de los jueces (en español)